# 手稲区
手稲区（ていねく）は、札幌市の行政区。

## 地名の由来
アイヌ語の「テイネニタッ (teyne-nitat)」（濡れている・湿地）、もしくは「テイネイ (teyne-i)」（濡れている・所）からとされ、いずれも開拓以前の低湿地の様子を表したものと考えられる。

## 地理
札幌市の北西部に位置しており、区域は東西10.9 km、南北9.4 kmある。西区とは手稲山から新川にかけて、南区とは手稲連山の尾根、小樽市とは西部から北東部にかけて、石狩市とは北東部で接している。手稲山を源として軽川、三樽別川、中の川、星置川などの河川が市街地を流れている。
- 山：手稲山 (1023.1 m)、奥手稲山 (949.2 m)、丸山 (141 m)
- 河川：新川、軽川、旧軽川、三樽別川、中の川、星置川、キライチ川、発寒川、手稲土功川、手稲山口川、稲穂川、濁川、富丘川
- 滝：星置の滝、乙女の滝

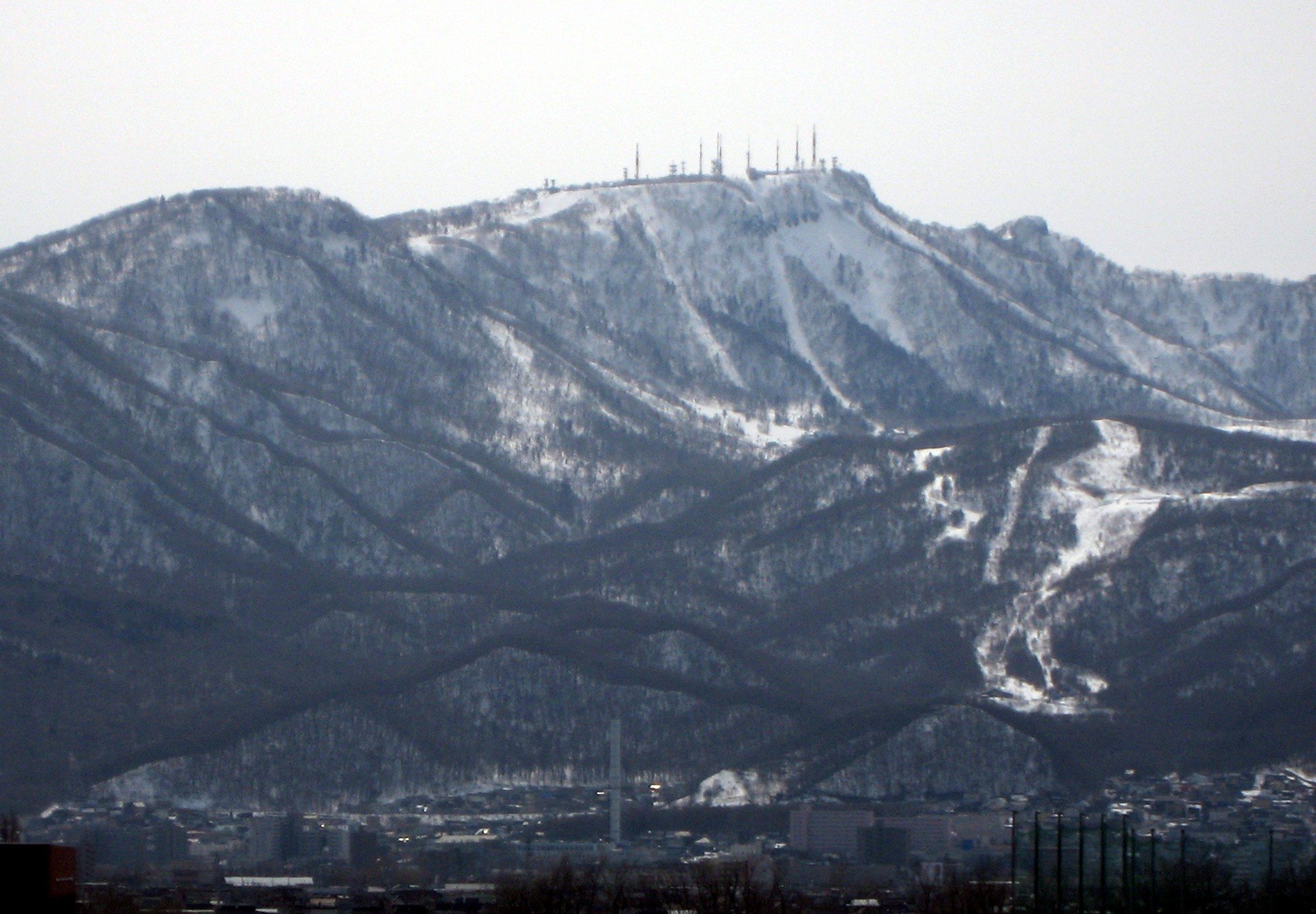
手稲山（2009年3月）
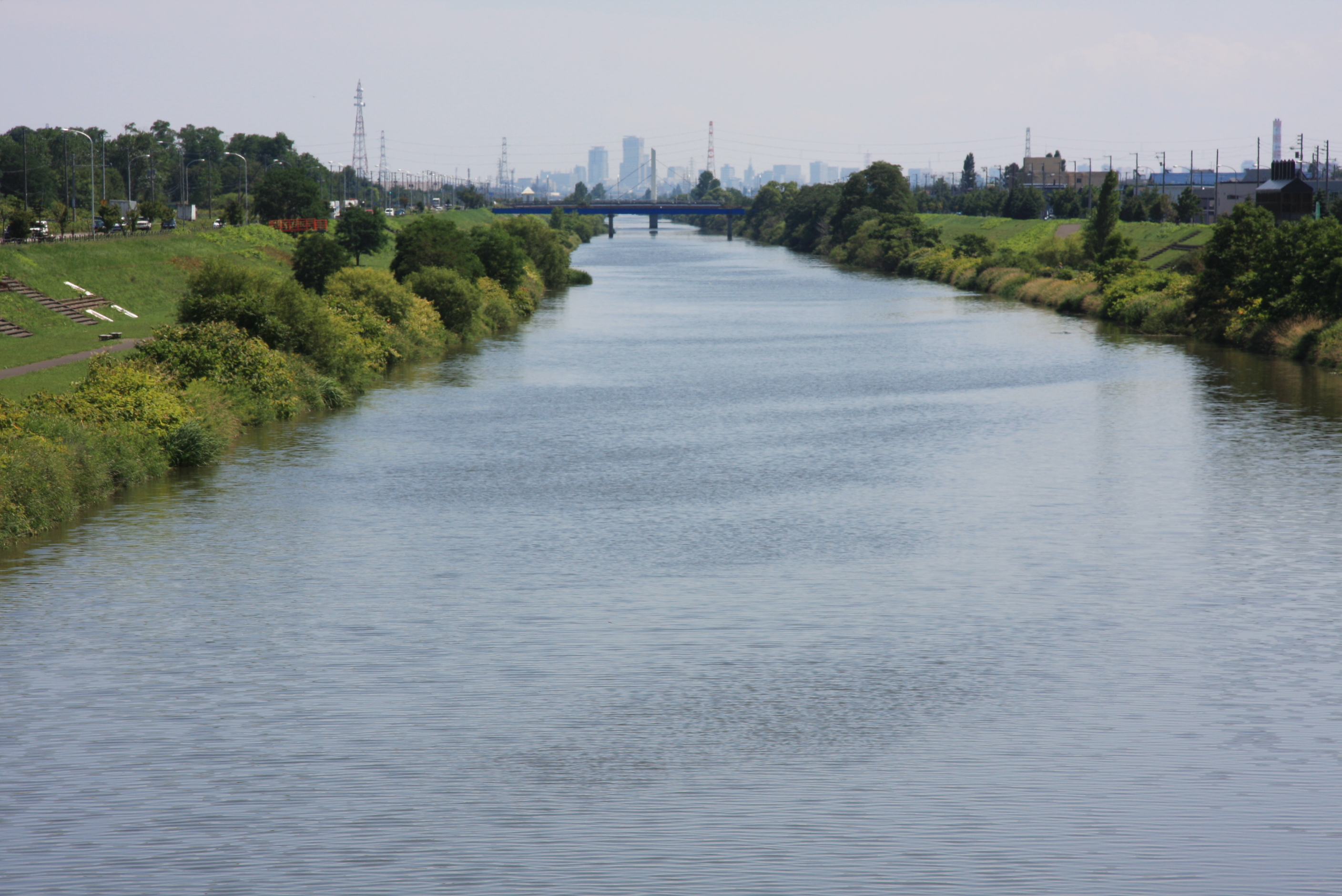
新川（2012年8月）
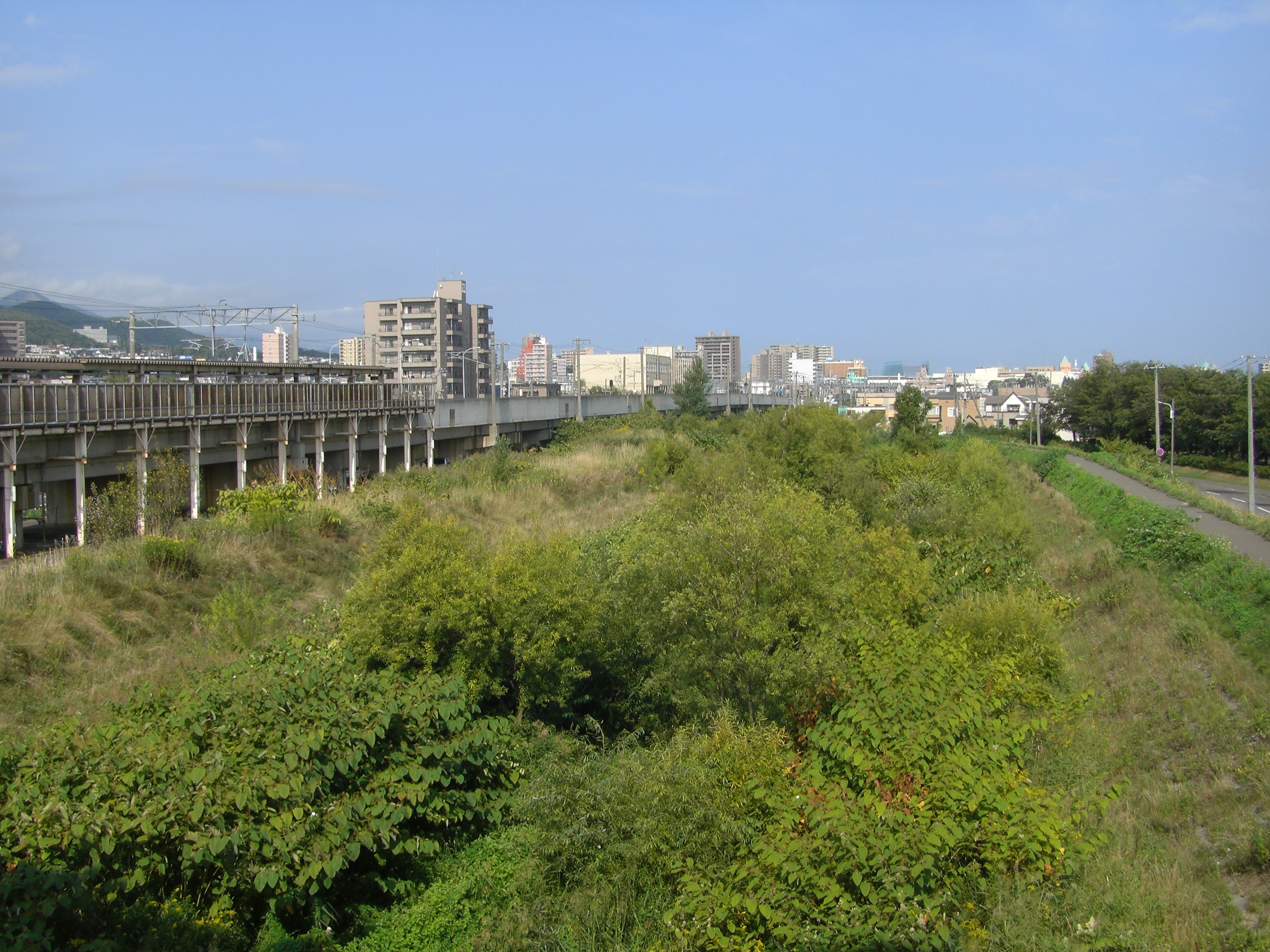
三樽別川（2008年9月）
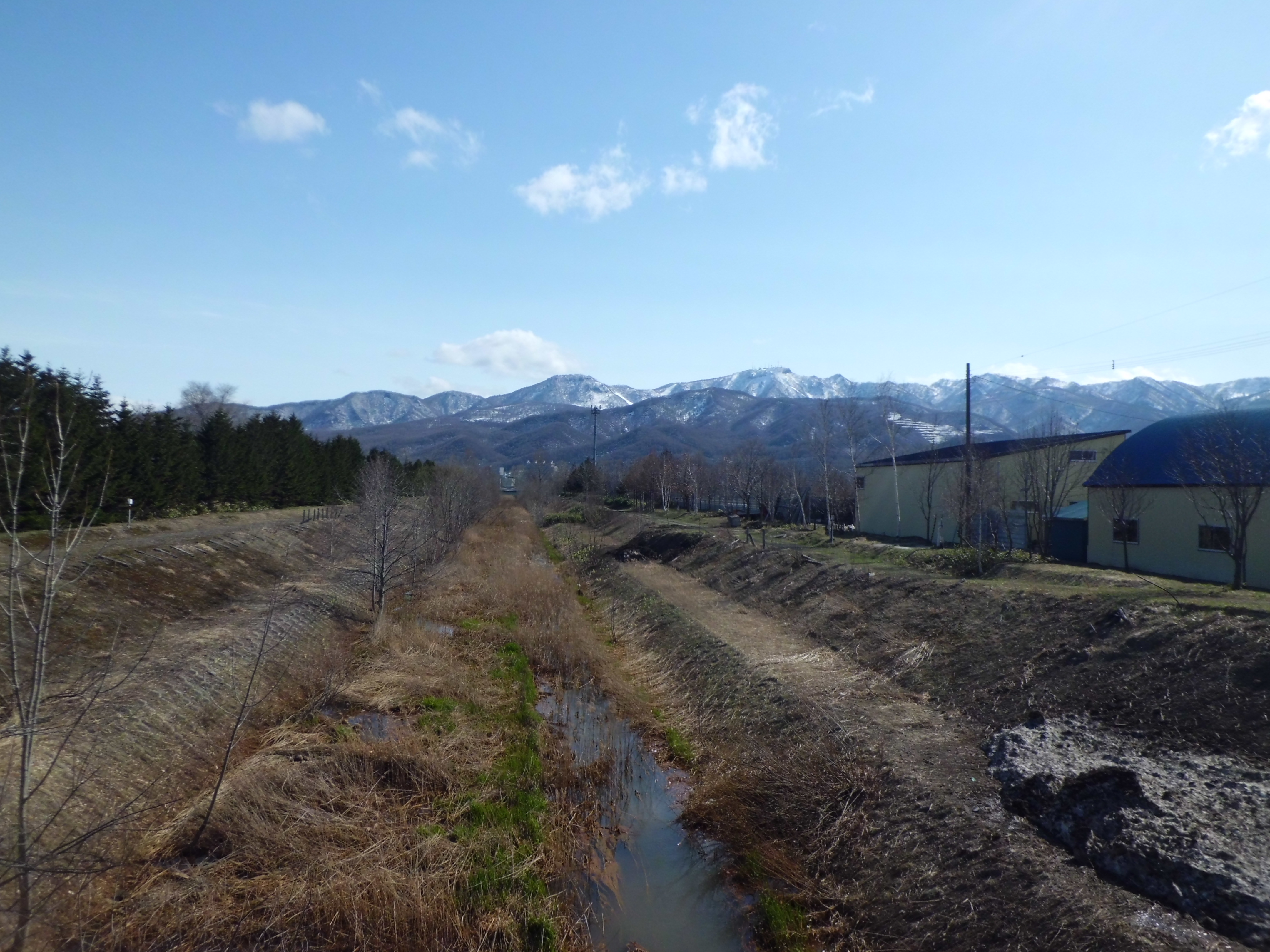
濁川（2015年4月）
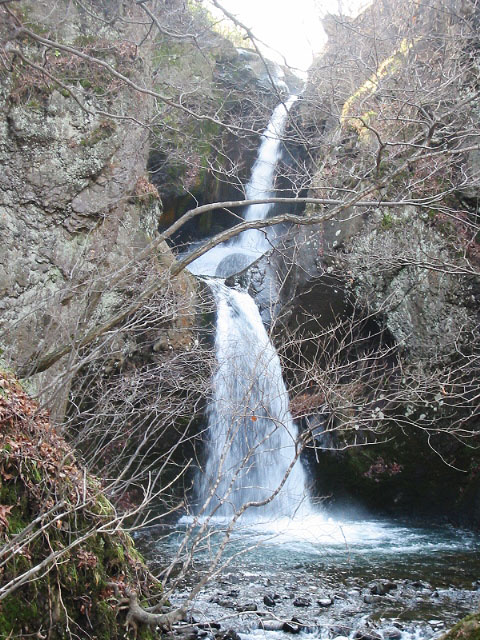
星置の滝（2003年12月）
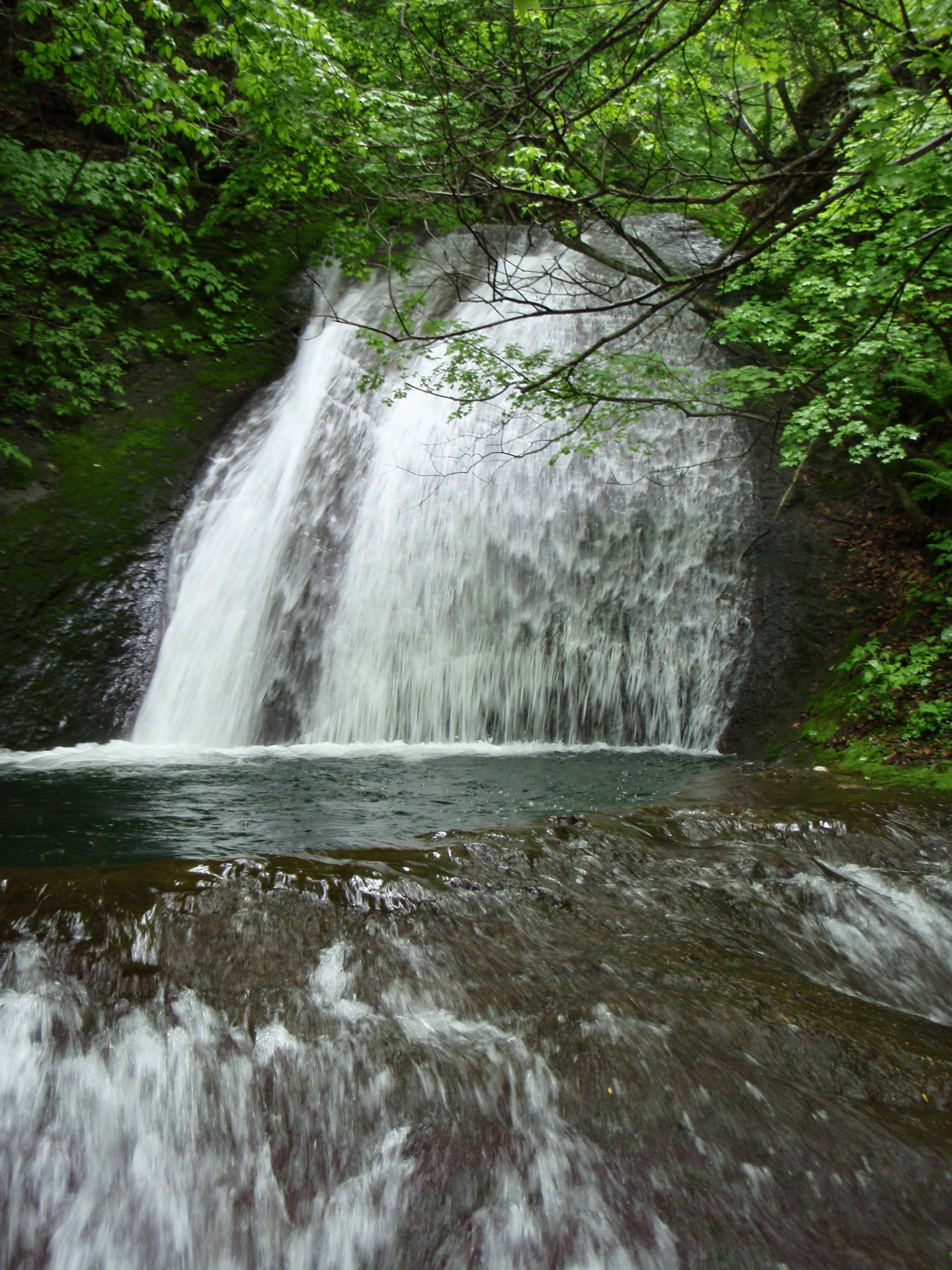
乙女の滝（2008年5月）

### 気候
手稲区の市街地は気温が下がりにくい沿岸部に位置しているが、手稲山口に設置しているアメダスでは冬季の最低気温は札幌の中心部よりは低く、近年でも-20℃前後まで下がることがある。2003年（平成15年）1月15日の札幌気象台の最低気温が-14.8℃の時に手稲山口の最低気温は-20.4℃であった。また、海岸付近は札幌の中心部より風が強くなっており、風力発電の建設が計画されたこともあった。
| 手稲区・手稲山口（1981年 - 2010年）の気候 | 手稲区・手稲山口（1981年 - 2010年）の気候 | 手稲区・手稲山口（1981年 - 2010年）の気候 | 手稲区・手稲山口（1981年 - 2010年）の気候 | 手稲区・手稲山口（1981年 - 2010年）の気候 | 手稲区・手稲山口（1981年 - 2010年）の気候 | 手稲区・手稲山口（1981年 - 2010年）の気候 | 手稲区・手稲山口（1981年 - 2010年）の気候 | 手稲区・手稲山口（1981年 - 2010年）の気候 | 手稲区・手稲山口（1981年 - 2010年）の気候 | 手稲区・手稲山口（1981年 - 2010年）の気候 | 手稲区・手稲山口（1981年 - 2010年）の気候 | 手稲区・手稲山口（1981年 - 2010年）の気候 | 手稲区・手稲山口（1981年 - 2010年）の気候 |
| 月                                        | 1月                                       | 2月                                       | 3月                                       | 4月                                       | 5月                                       | 6月                                       | 7月                                       | 8月                                       | 9月                                       | 10月                                      | 11月                                      | 12月                                      | 年                                        |
| ----------------------------------------- | ----------------------------------------- | ----------------------------------------- | ----------------------------------------- | ----------------------------------------- | ----------------------------------------- | ----------------------------------------- | ----------------------------------------- | ----------------------------------------- | ----------------------------------------- | ----------------------------------------- | ----------------------------------------- | ----------------------------------------- | ----------------------------------------- |
| 平均最高気温 °C （°F）                    | −0.8 (30.6)                               | −0.2 (31.6)                               | 3.5 (38.3)                                | 11.1 (52)                                 | 17.3 (63.1)                               | 21.2 (70.2)                               | 24.7 (76.5)                               | 26.3 (79.3)                               | 22.4 (72.3)                               | 16.2 (61.2)                               | 8.5 (47.3)                                | 1.9 (35.4)                                | 12.7 (54.9)                               |
| 平均最低気温 °C （°F）                    | −8.4 (16.9)                               | −8.3 (17.1)                               | −4.4 (24.1)                               | 1.4 (34.5)                                | 6.4 (43.5)                                | 11.1 (52)                                 | 15.7 (60.3)                               | 17.3 (63.1)                               | 12.2 (54)                                 | 5.7 (42.3)                                | 0.2 (32.4)                                | −5.2 (22.6)                               | 3.6 (38.5)                                |
| 降水量 mm （inch）                        | 98.6 (3.882)                              | 76.4 (3.008)                              | 53.9 (2.122)                              | 47.4 (1.866)                              | 50.2 (1.976)                              | 41.4 (1.63)                               | 72.2 (2.843)                              | 111.6 (4.394)                             | 122.7 (4.831)                             | 105.0 (4.134)                             | 107.0 (4.213)                             | 99.1 (3.902)                              | 985.4 (38.795)                            |
| 平均月間日照時間                          | 75.6                                      | 92.1                                      | 142.9                                     | 172.8                                     | 192.5                                     | 170.3                                     | 155.6                                     | 168.3                                     | 161.8                                     | 143.1                                     | 91.6                                      | 73.9                                      | 1,640.6                                   |
| 出典：気象庁                              |                                           |                                           |                                           |                                           |                                           |                                           |                                           |                                           |                                           |                                           |                                           |                                           |                                           |

## 人口
- 1990年（平成02年）：110,974人
- 1995年（平成07年）：129,484人
- 2000年（平成12年）：136,006人
- 2005年（平成17年）：137,601人
- 2010年（平成22年）：139,644人
- 2015年（平成27年）：140,999人
- 2020年（令和02年）：142,625人

（総務省統計局 国勢調査より）

## 歴史
「年表で見る手稲区」も参照
- 1857年（安政04年）：銭函 - 星置 - 軽川 - 札幌 - 千歳間道路開削（千歳越道路、札幌越道路）。箱館奉行の命により山岡清次郎らが蝦夷地調査し、農民を軽川・稲穂（下手稲村星置）の開墾に当たらせる。中川金之助、中島彦左衛門などが星置に住む。
- 1860年（万延元年）：中島彦左衛門らが篠路の南部に移住。
- 1871年（明治04年）：開拓使がサンタロペツ通行屋設置。
- 1872年（明治05年）：三木勉が上手稲入植。発寒村から分離し、手稲村となる。
- 1873年（明治06年）：小樽 - 札幌間道路開通。
- 1877年（明治10年）：上手稲に戸長役場設置（上手稲、下手稲、琴似、発寒4カ村管轄）（1879年に山口村も管轄）。
- 1880年（明治13年）：官営幌内鉄道（手宮—札幌）開業。
- 1881年（明治14年）：軽川に停車場（手稲駅の前身）開設。
- 1882年（明治15年）：山口県人入植。発寒村分離し、上手稲村、下手稲村、山口村の3村戸長役場となる（手稲村大字三村時代）。バッタの大群により農作物被害（蝗害）。
- 1885年（明治18年）：山口神社創建。
- 1888年（明治21年）：戸長役場を下手稲村に移設。軽川 - 花畔間道路開通。
- 1892年（明治25年）：軽川に戸長役場庁舎新築。
- 1902年（明治35年）：二級町村制施行。銭函 - 山口 - 石狩新道開通。
- 1922年（大正11年）：軽石軌道開業（1940年廃止）。
- 1935年（昭和10年）：三菱鉱業（現在の三菱マテリアル）が手稲鉱山買収し、操業開始（1971年閉山）。
- 1942年（昭和17年）：大字を廃止し、12の字（稲穂、金山、軽川、東、富丘、西野、福井、平和、星置、前田、宮沢、山口）となる。
- 1945年（昭和20年）：アメリカ軍による空襲を受ける（北海道空襲）。
- 1949年（昭和24年）：『手稲文化祭』初開催。
- 1951年（昭和26年）：手稲村が町制施行し、手稲町となる[注 2]。
- 1952年（昭和27年）：軽川駅が手稲駅と改称。
- 1956年（昭和31年）：手稲山山頂に初のテレビ塔建設。
- 1964年（昭和39年）：「新産業都市」建設区域指定。
- 1967年（昭和42年）：手稲町が札幌市と合併。
- 1969年（昭和44年）：札幌市手稲記念館開館（所在地は西区）。
- 1971年（昭和46年）：札幌小樽道路（現在の札樽自動車道）開通。
- 1972年（昭和47年）：札幌オリンピック開催。札幌市が政令指定都市に移行し、行政区制施行。西区の一部となる。
- 1975年（昭和50年）：国道337号指定。
- 1979年（昭和54年）：下手稲通開通（1995年全線開通）。
- 1980年（昭和55年）：札幌市西区体育館（現在の札幌市手稲区体育館）開館。手稲稲積公園開園。
- 1982年（昭和57年）：手稲駅北口完成。豊平区平岸から札幌運転免許試験場移転。
- 1985年（昭和60年）：星置駅開設。札幌市星置スケート場開場。
- 1986年（昭和61年）：国鉄函館本線に、稲積公園臨時乗降場・稲穂臨時乗降場開設。
- 1987年（昭和62年）：稲積公園臨時乗降場が稲積公園駅に、稲穂臨時乗降場が稲穂駅に昇格。前田森林公園開園。札幌市曙図書館開館。
- 1989年（平成元年）：西区から分区し、手稲区となる[注 3]。
- 1990年（平成02年）：手稲区のシンボルマーク制定[3]。軽川緑地が北海道内初となる「桜づつみモデル事業」認定（1992年供用開始）。
- 1993年（平成05年）：北1条宮の沢通全面開通。
- 1994年（平成06年）：札幌市手稲曙温水プール開館。
- 1995年（平成07年）：ほしみ駅開設。
- 1999年（平成11年）：二十四軒手稲通全線開通。
- 2007年（平成19年）：北海道立子ども総合医療・療育センター（コドモックル）開設。
- 2015年（平成27年）：北海道コカ・コーラボトリングと「手稲区まちづくりパートナー協定」を締結[5]。
- 2023年（令和05年）：ジェイコム札幌と「手稲区まちづくりパートナー協定」を締結[注 4][6][7]。

## 連携都市
平成19年度から古くは運河でつながっていた小樽市・石狩市との連携事業に取り組み、相互交流を図っている。

## 行政
衆議院議員
- 選挙区：北海道第4区（札幌市手稲区など）
- 任期：2021年（令和3年）10月31日 - 2025年（令和7年）10月30日

| 議員名   | 党派名     | 当選回数 | 備考     |
| -------- | ---------- | -------- | -------- |
| 中村裕之 | 自由民主党 | 4        | 選挙区   |
| 大築紅葉 | 立憲民主党 | 1        | 比例復活 |

北海道議会議員
- 選挙区：札幌市手稲区
- 定数：2名
- 任期：2019年（令和元年）5月14日 - 2023年（令和5年）5月13日

| 議員名   | 会派名                                       | 当選回数 | 備考 |
| -------- | -------------------------------------------- | -------- | ---- |
| 角谷隆司 | 自由民主党・道民会議北海道議会議員会         | 5        |      |
| 須田靖子 | 北海道議会民主・道民連合議員会（立憲民主党） | 5        |      |

札幌市議会議員
- 選挙区：手稲区
- 定数：5名

| 議員名     | 会派名                                     | 当選回数 | 備考 |
| ---------- | ------------------------------------------ | -------- | ---- |
| 武市憲一   | 札幌市議会自由民主党議員会                 | 10       |      |
| 松井隆文   | 札幌市議会自由民主党議員会                 | 2        |      |
| 福田浩太郎 | 札幌市議会公明党議員会                     | 4        |      |
| 小野正美   | 札幌市議会民主市民連合議員会（立憲民主党） | 7        |      |
| 佐々木明美 | 日本共産党札幌市議会議員団                 | 1        |      |

## 官公署
道の機関
- 道立病院局
  - 北海道立子ども総合医療・療育センター

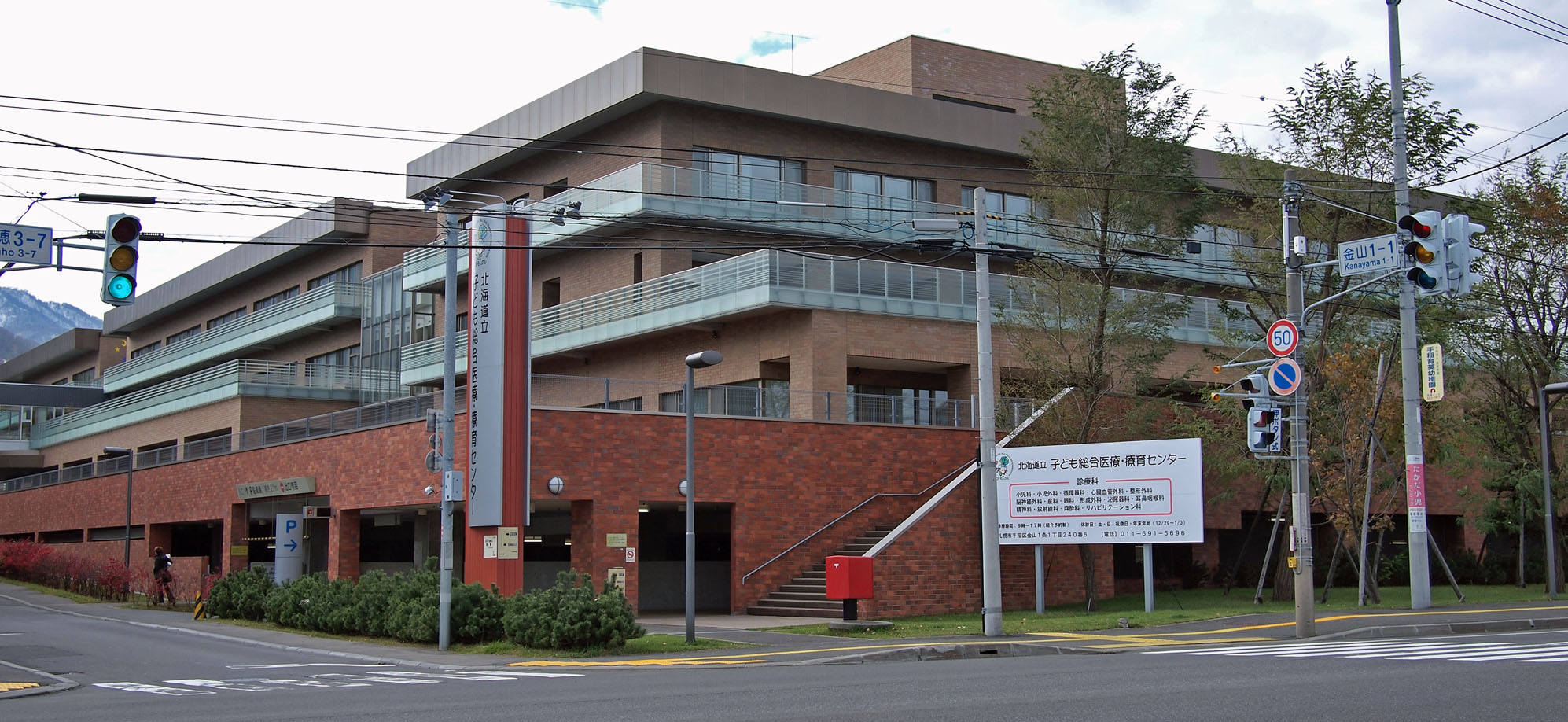
北海道立子ども総合医療・療育センター（2010年10月）

## 公共施設
- 札幌市手稲区民センター・札幌市手稲保健センター（手稲区役所内）
- 札幌市手稲区土木センター
- 札幌市手稲コミュニティセンター
- 札幌市新発寒地区センター
- 札幌市星置地区センター
- 札幌市手稲老人福祉センター
- 札幌市手稲区保育・子育て支援センター「ちあふる・ていね」
- あいワーク手稲（手稲区役所内）
- 札幌市建設局車両管理事務所
- 宮町浄水場
- 札幌市手稲水再生プラザ
- 札幌市西部スラッジセンター
- 札幌市手稲沈砂洗浄センター
- 手稲前田第2埋立施設
- 札幌市クリーンセンター
- 第3山口処理場
- 札幌市山口斎場

### 文化施設
- エルムホール
- ニューホープ札幌ホール
- 札幌市曙図書館

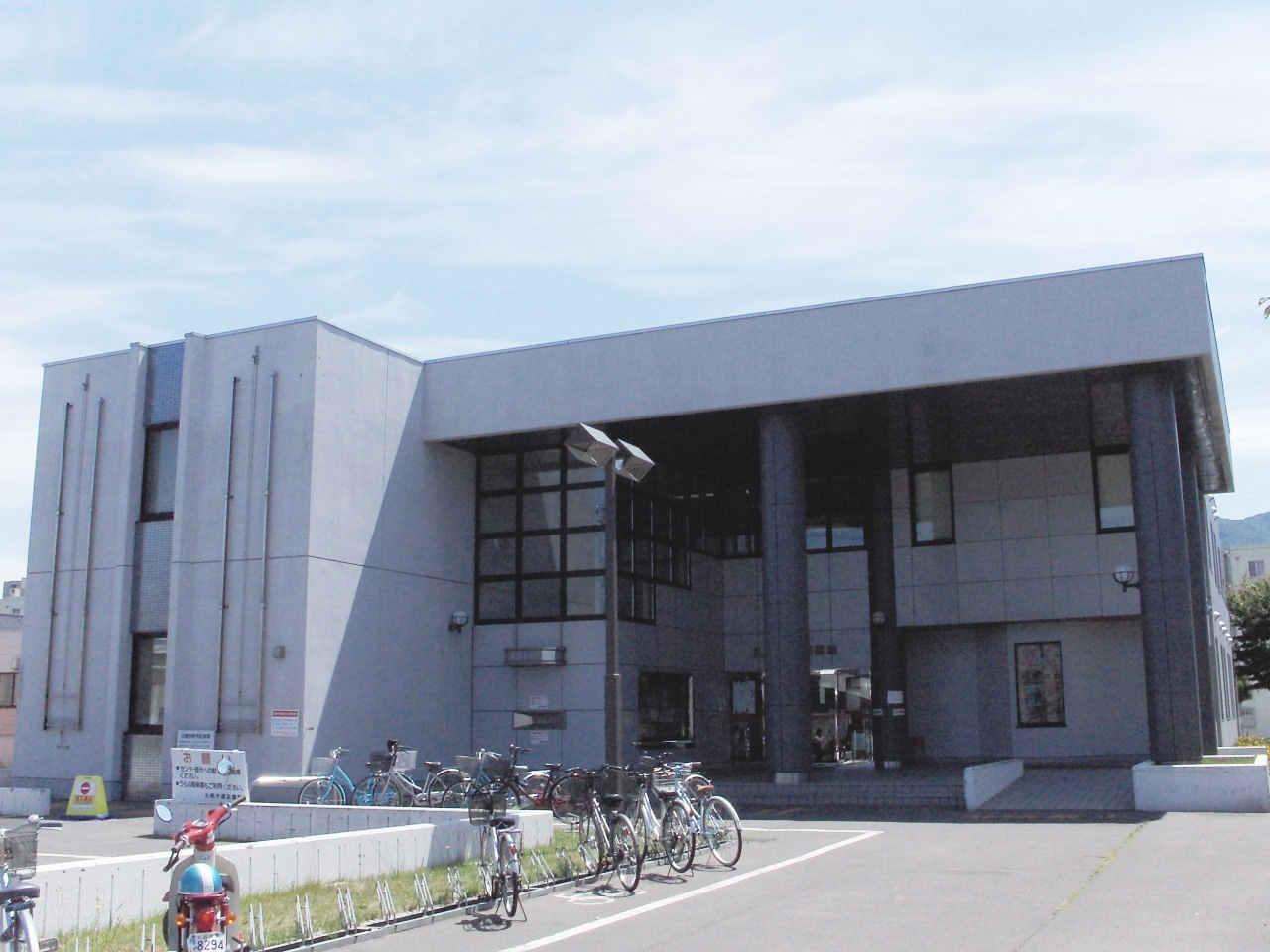
札幌市曙図書館（2007年）

### スポーツ施設
- 札幌市手稲区体育館
- 札幌市手稲曙温水プール
- 札幌市星置スケート場
- 手稲稲積公園
  - 野球場
  - 庭球場
  - ていねプール（夏季営業）
- 北発寒公園
  - 野球場
  - 庭球場
- 前田公園
  - 野球場
  - 庭球場
- 前田森林公園
  - 野球場
  - サッカー場
  - パークゴルフ場
- 星置公園
  - 野球場
  - 庭球場
- 明日風公園
  - 庭球場
- 山口緑地パークゴルフ場
- 札幌市手稲青少年キャンプ場「カッコウの森」
- サッポロテイネ
  - 札幌市手稲山シャンツェ

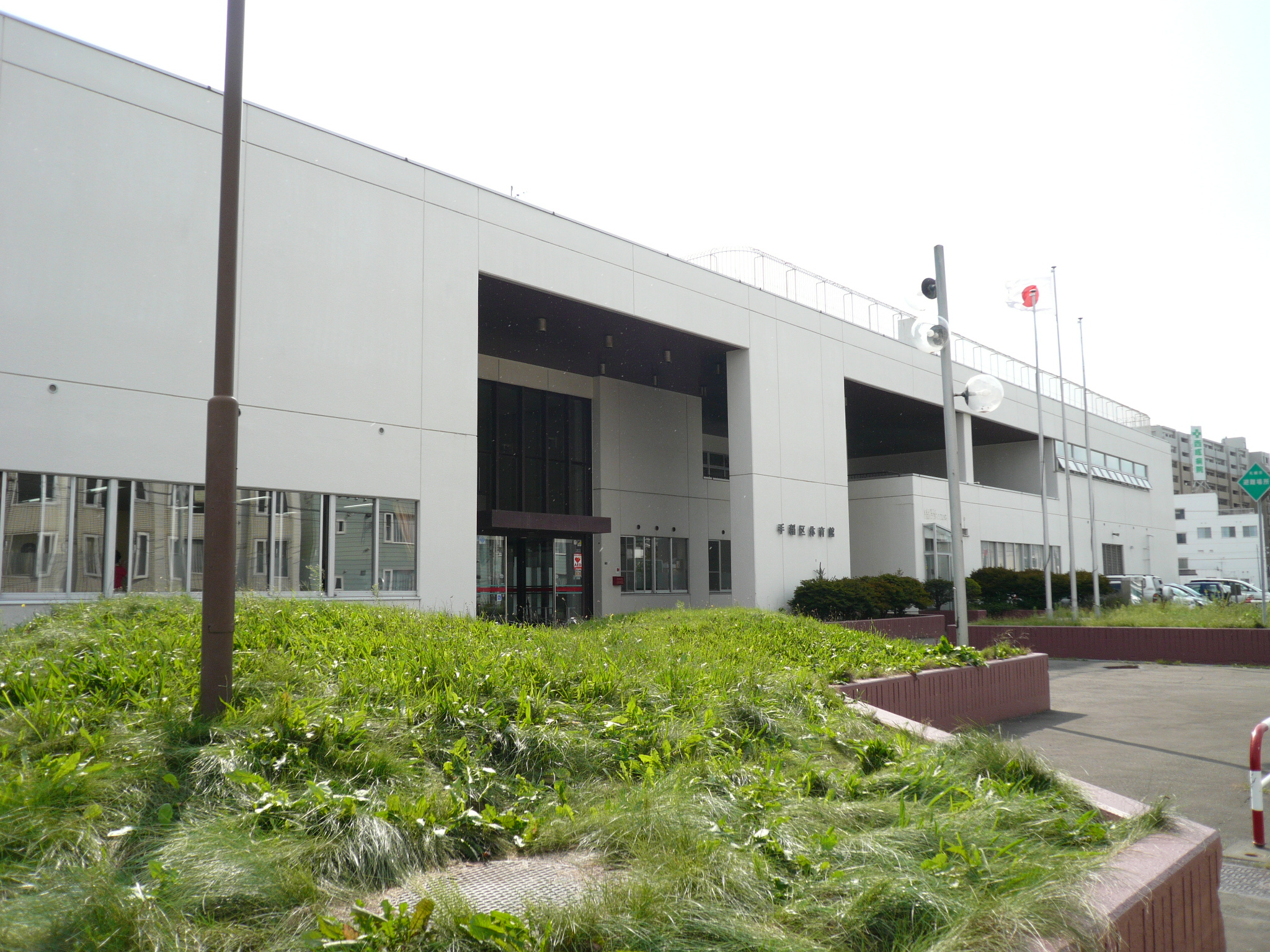
札幌市手稲区体育館（2010年9月）
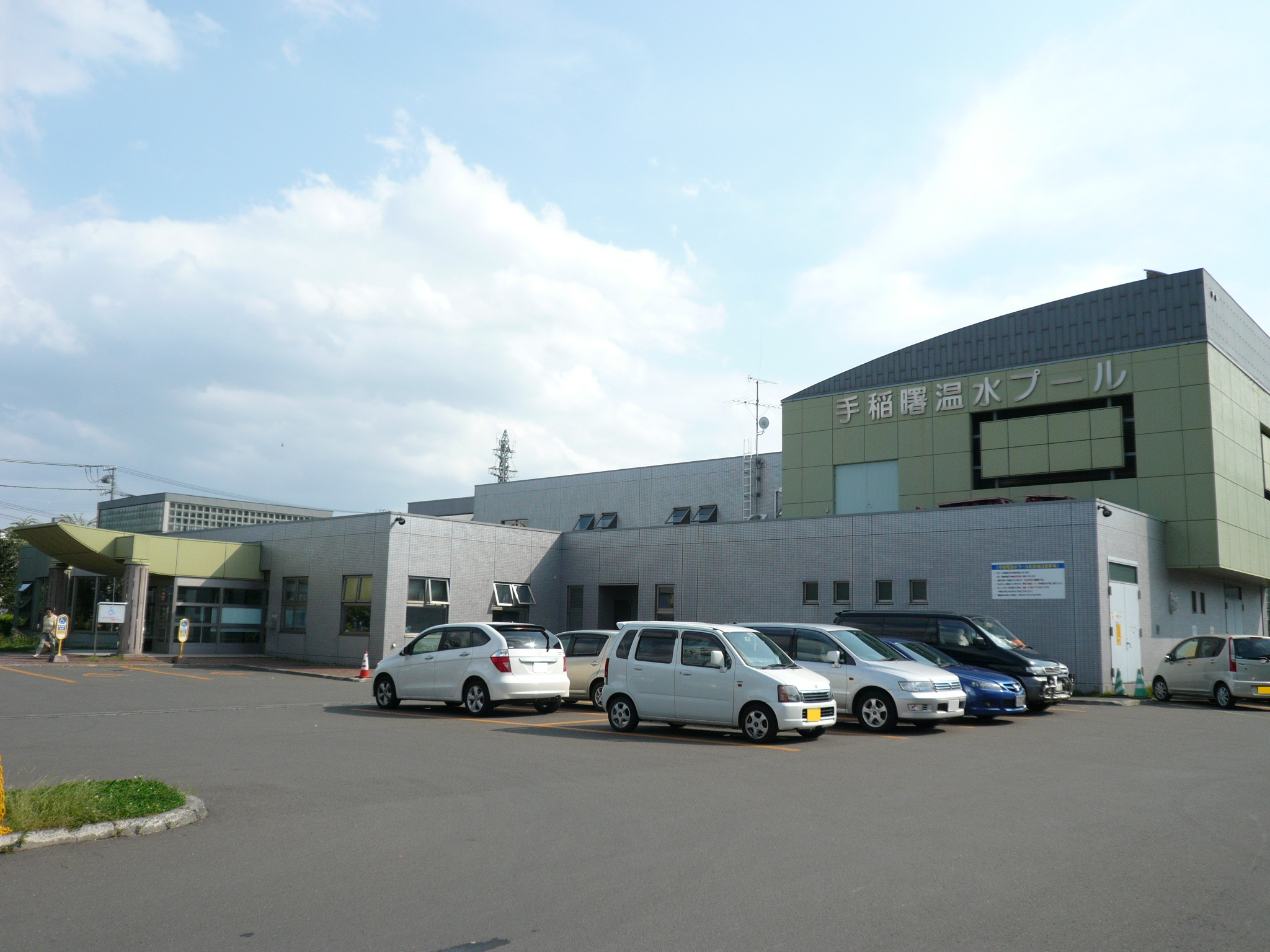
札幌市手稲曙プール（2010年9月）
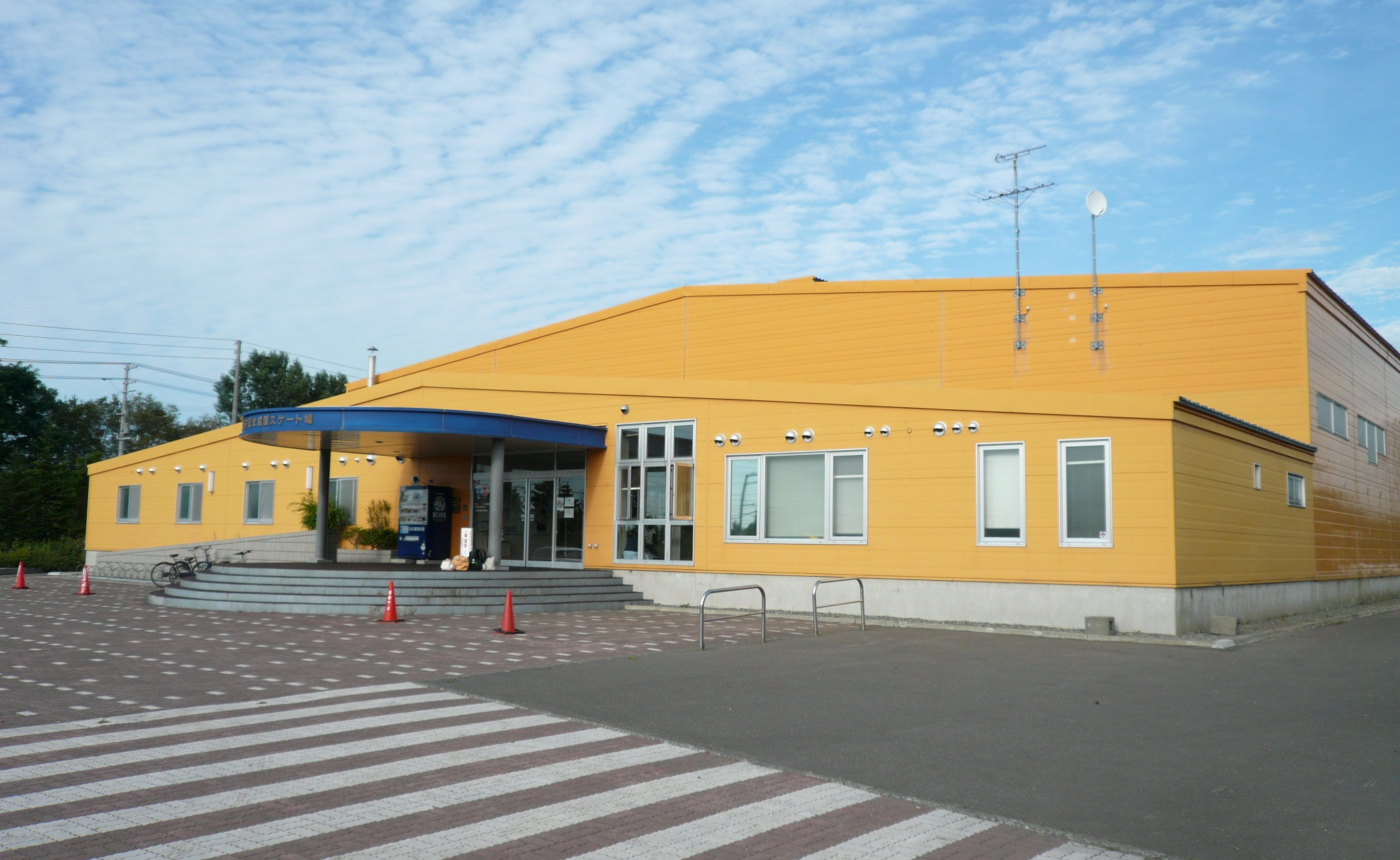
札幌市星置スケート場（2010年8月）
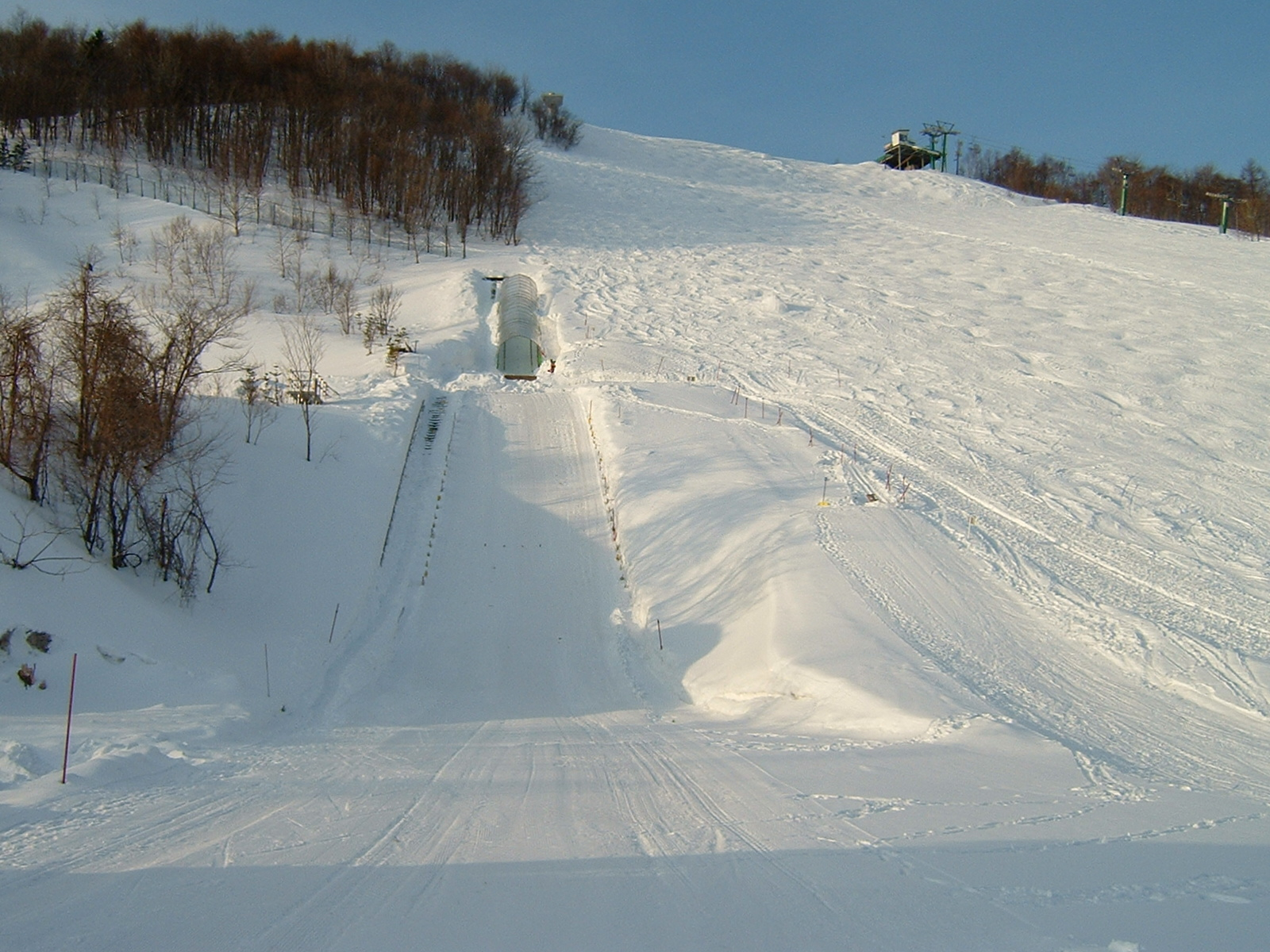
札幌市手稲山シャンツェ（2003年3月）

## 公的機関

### 警察
- 手稲警察署
  - 西宮の沢交番、手稲交番、稲積交番、前田交番、星置交番、稲穂交番、手稲山口交番
- 札幌運転免許試験場

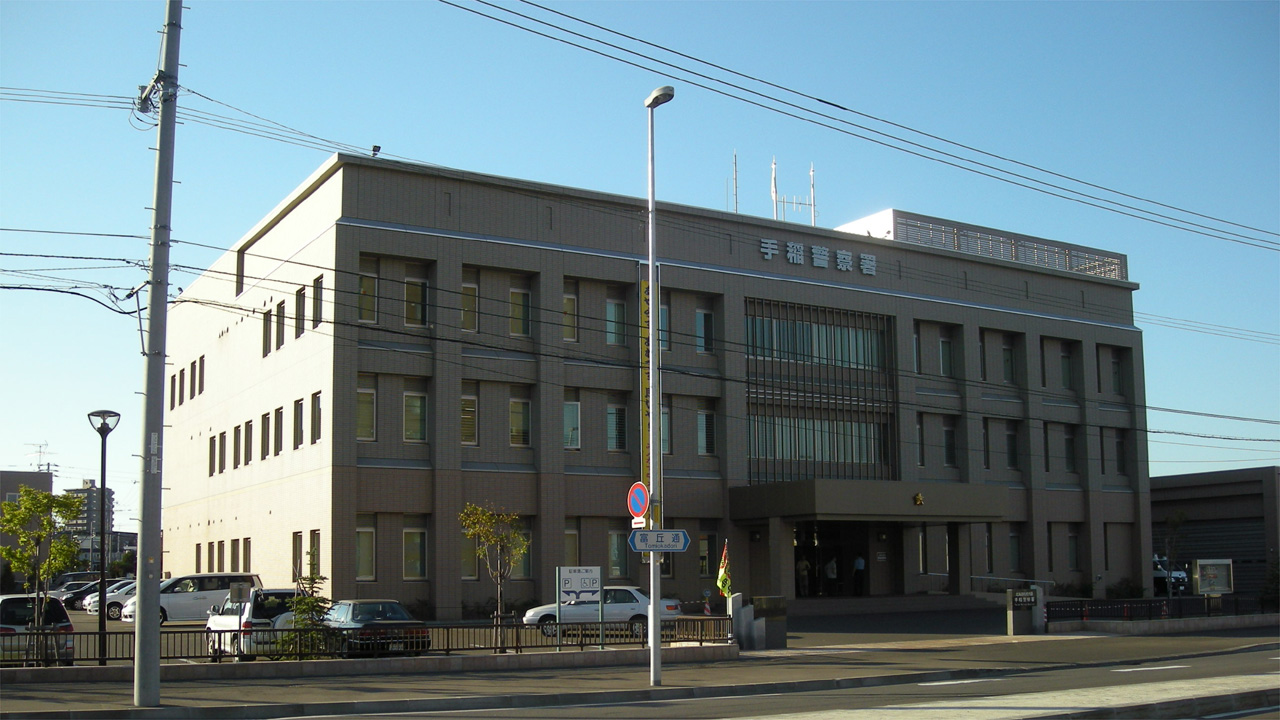
手稲警察署（2007年9月）
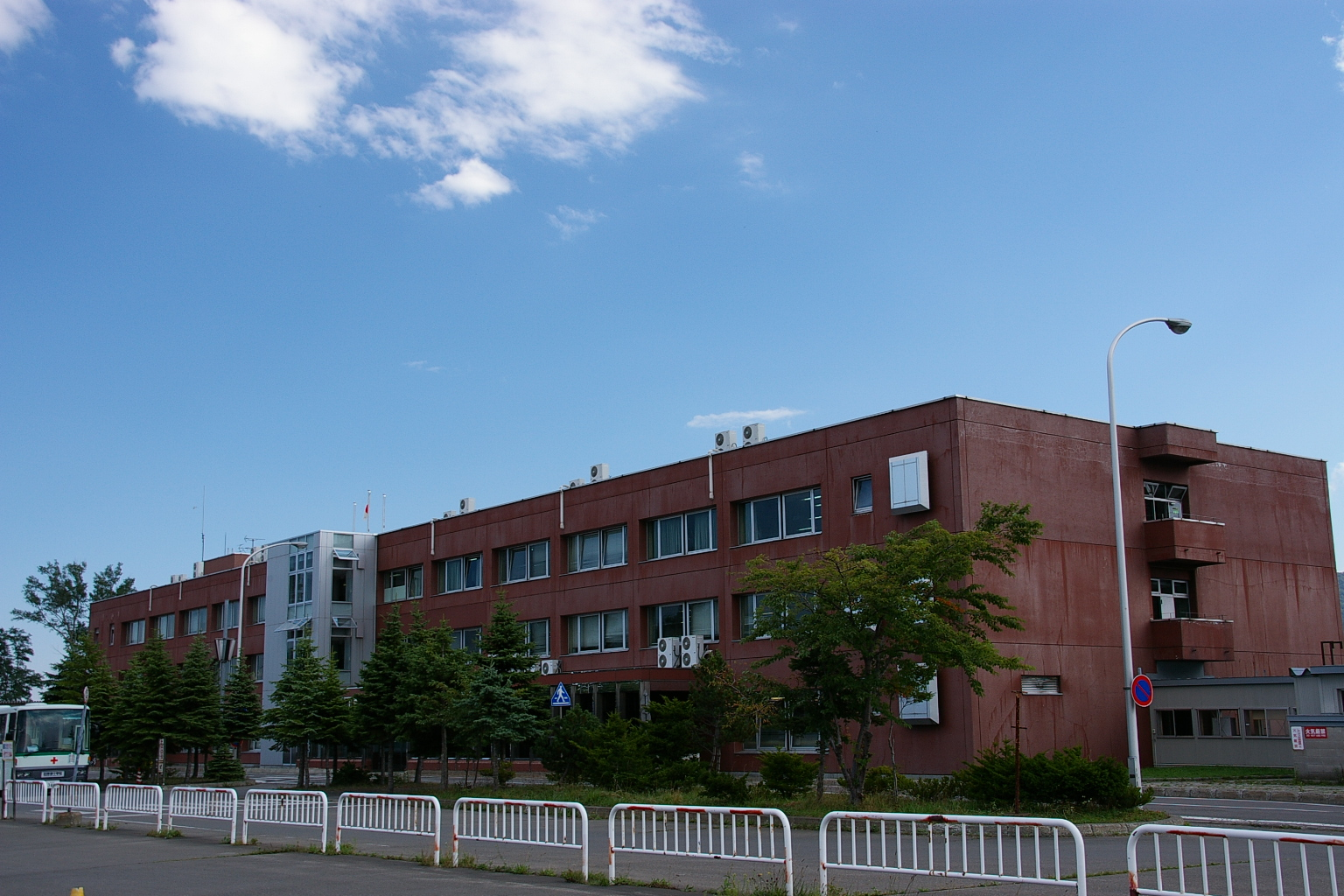
札幌運転免許試験場（2008年9月）

### 消防
- 札幌市消防局手稲消防署
  - 前田出張所、曙出張所、西宮の沢出張所、稲穂出張所

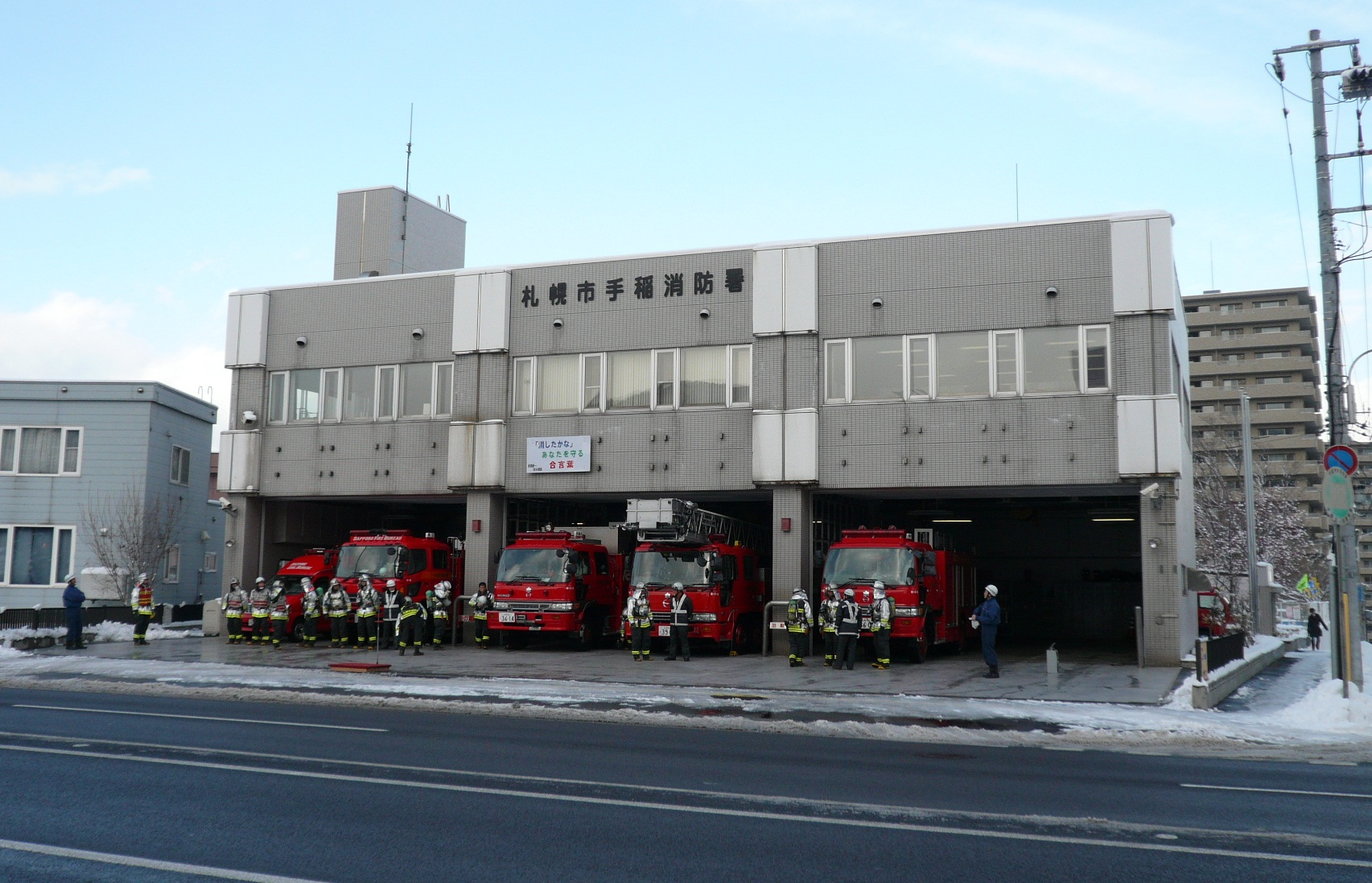
手稲消防署（2010年11月）

### 病院
「医療機関名簿（手稲区）」参照
- イムス札幌内科リハビリテーション病院
- 札幌グリーン病院
- 札幌秀友会病院
- 札幌立花病院
- 札幌田中病院
- 札幌宮の沢病院
- 札幌緑誠病院
- 手稲いなづみ病院
- 手稲渓仁会病院
- 手稲病院
- 中垣病院
- 西成病院
- 北都病院
- 北海道立子ども総合医療・療育センター（コドモックル）

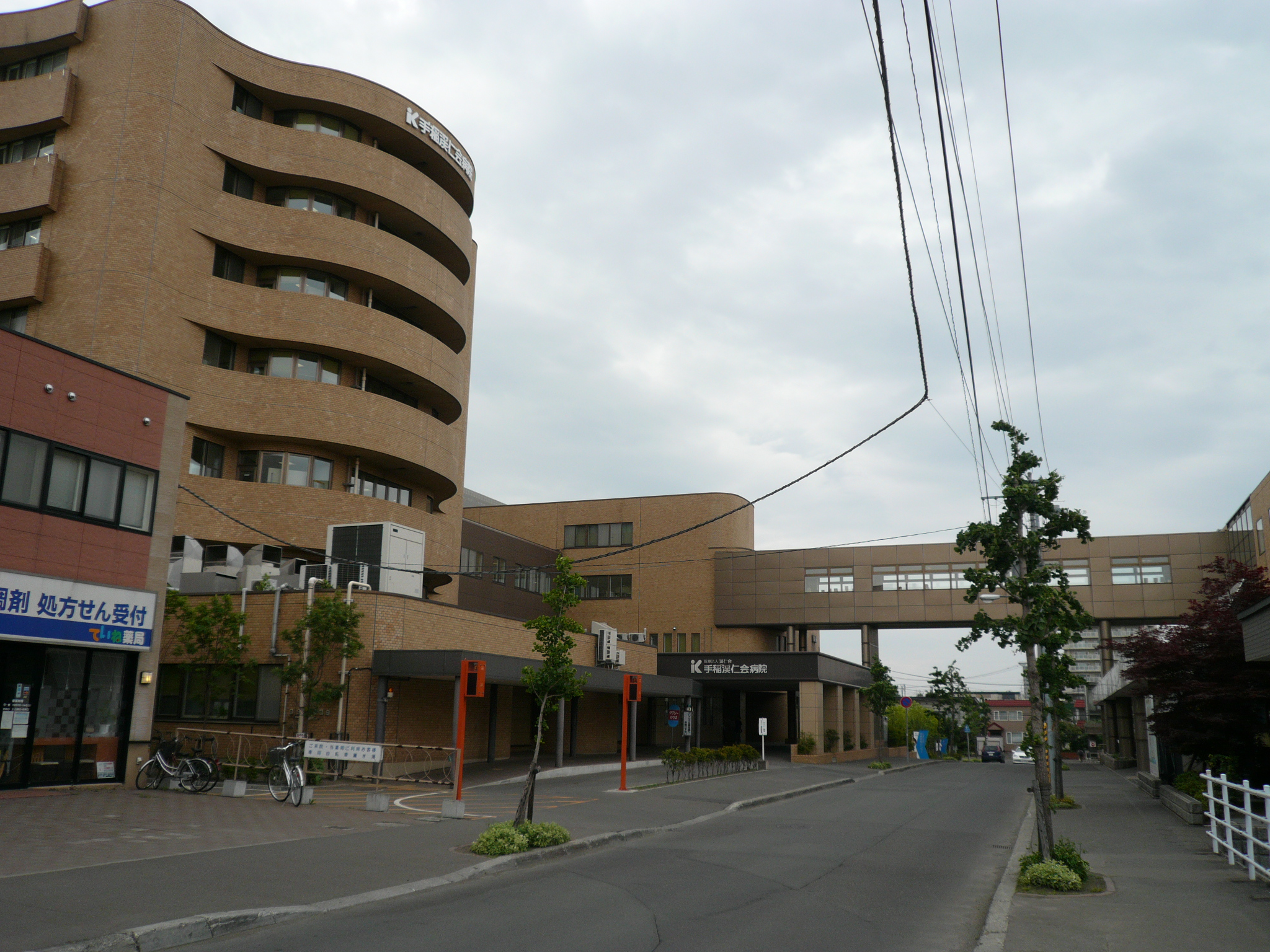
手稲渓仁会病院（2009年6月）
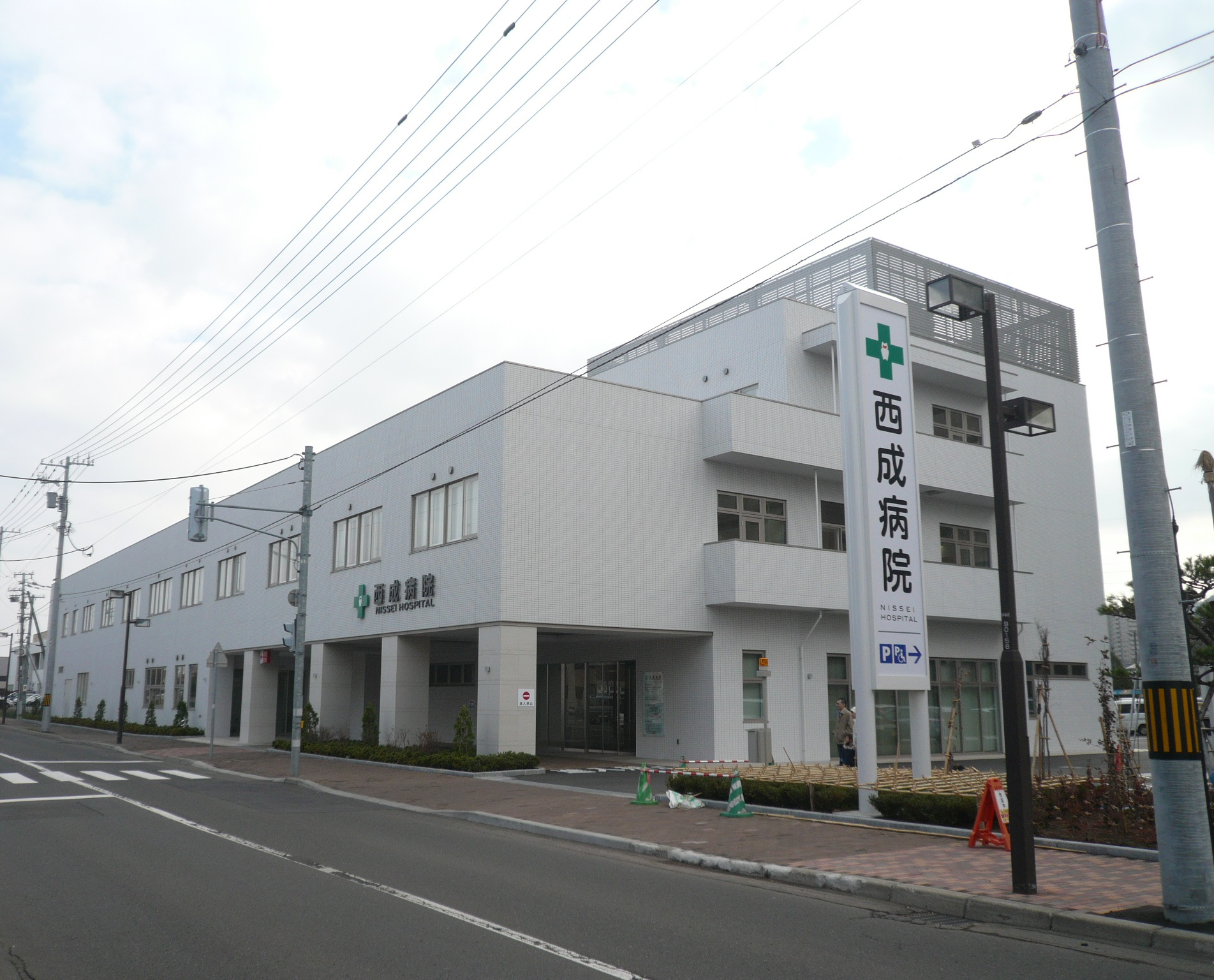
西成病院（2013年11月）

## 教育機関

### 大学
- 北海道科学大学

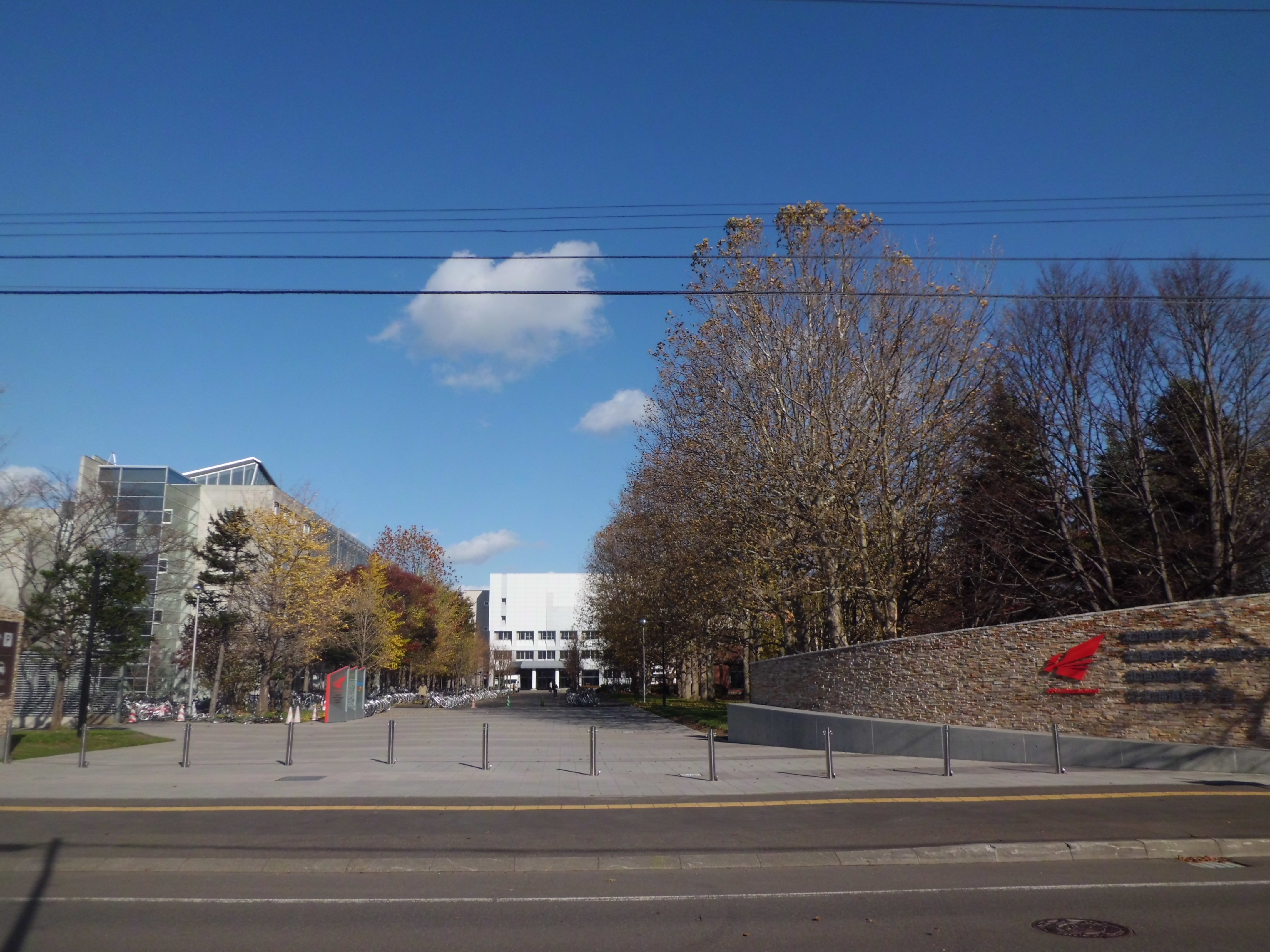
北海道科学大学（2014年11月）

### 高等学校
道立
- 北海道札幌手稲高等学校
- 北海道札幌稲雲高等学校
- 北海道札幌あすかぜ高等学校

私立
- 北海道科学大学高等学校

### 中学校
- 札幌市立手稲中学校
- 札幌市立手稲西中学校
- 札幌市立稲陵中学校
- 札幌市立前田中学校
- 札幌市立稲積中学校
- 札幌市立稲穂中学校
- 札幌市立新陵中学校
- 札幌市立前田北中学校
- 札幌市立星置中学校

### 小学校
- 札幌市立手稲中央小学校
- 札幌市立手稲西小学校
- 札幌市立手稲北小学校
- 札幌市立手稲鉄北小学校
- 札幌市立手稲山口小学校
- 札幌市立富丘小学校
- 札幌市立前田小学校
- 札幌市立前田北小学校
- 札幌市立新陵小学校
- 札幌市立稲穂小学校
- 札幌市立前田中央小学校
- 札幌市立稲積小学校
- 札幌市立新発寒小学校
- 札幌市立西宮の沢小学校
- 札幌市立新陵東小学校
- 札幌市立星置東小学校

### 特別支援学校
- 北海道手稲養護学校
- 北海道星置養護学校
- 北海道札幌高等養護学校
- 北海道札幌稲穂高等支援学校
- 北海道星置養護学校ほしみ高等学園

### 認定こども園
- 認定こども園山王幼稚園[10]
- 認定こども園星の子幼稚園[10]
- 星置ピノキオ認定こども園[10]

### 幼稚園
市立
- 札幌市立手稲中央幼稚園

私立
- さわらび幼稚園[10]
- 手稲育英幼稚園[10]
- 富丘つくし幼稚園[10]
- おおぞら幼稚園[10]
- 松葉幼稚園[10]
- 前田幼稚園[10]

### 認可保育所
市立
- 札幌市手稲区保育・子育て支援センター[11]

私立
- あかつき山口保育園
- 手稲曙保育園
- 新発寒たんぽぽ保育園
- 宮の沢さくら保育園
- 前田保育園
- さより第2保育園
- ていねあすなろ保育園
- 稲穂中央保育園
- まつば保育園
- つくし保育園
- 札幌北陽保育園
- 手稲やまなみ保育園
- あすかぜ保育園

### 学校教育以外の施設
- 手稲自動車学校
- 札幌クレーン特殊学校
- 札幌海洋技術専門学院

市民大学講座
- 稲苑大学

### 閉校した学校
大学・短期大学
- 北海道薬科大学
- 北海道科学大学短期大学部

高等学校
- 北海道札幌稲北高等学校
- 北海道札幌稲西高等学校

## 経済・産業

### 産業団地
- 手稲工業団地（札幌手稲工業団地協同組合）
- 手稲山口地区軽工業団地

### 組合
- 札幌市農業協同組合（JAさっぽろ）手稲支店・西経済センター
- 札幌液化石油ガス協同組合

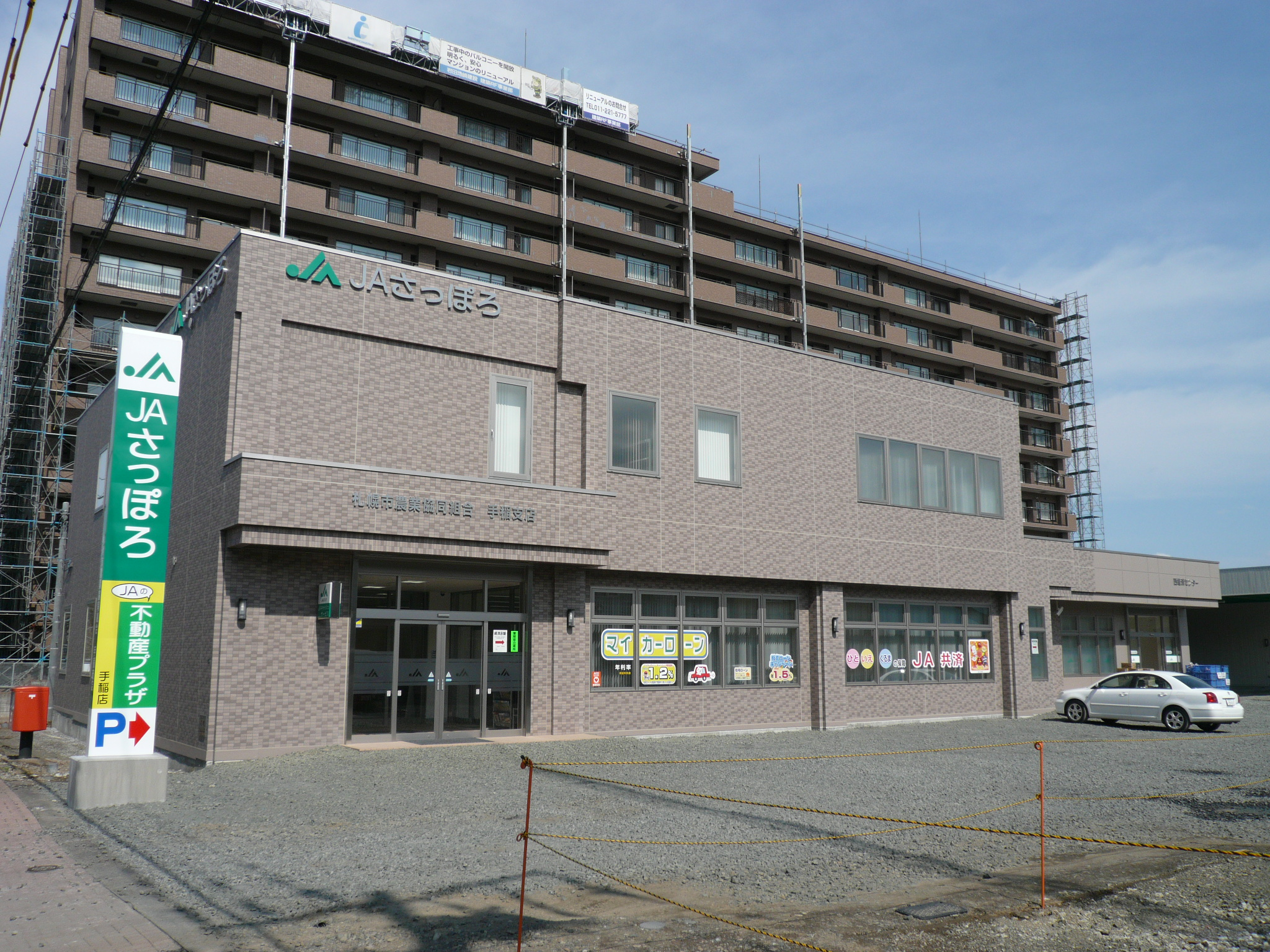
JAさっぽろ手稲支店・西経済センター（2011年4月）

### 商業施設
ショッピングセンター
- アルファコート
  - アルファショッピングセンター手稲
- ホクレン商事
  - パワーセンターコムス
- ラルズ（アークスグループ）
  - パストラル星置
- イオン北海道（イオングループ）
  - イオン札幌手稲駅前ショッピングセンター
  - イオン札幌手稲山口ショッピングセンター
- 生活協同組合コープさっぽろ
  - 札幌西ショッピングセンター
- JR北海道フレッシュキヨスク・北海道ジェイ・アール都市開発（JR北海道グループ）
  - 手稲鉄北ショッピングセンター
- オリックス
  - クロスガーデン手稲前田
- オリックス・三喜
  - クロスモール新発寒
- スバル興産・太平洋セメント
  - 宮の沢ショッピングセンター

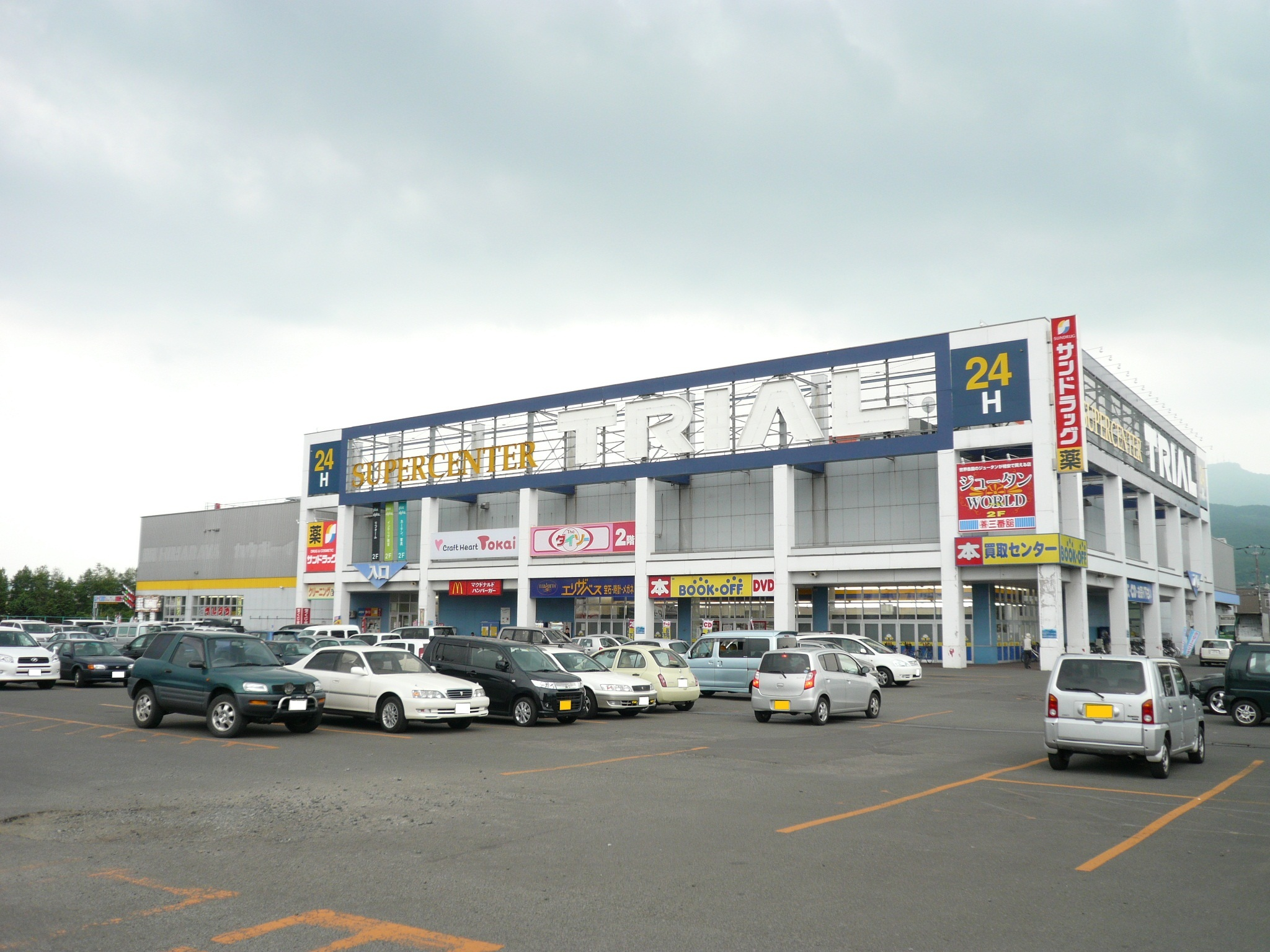
アルファショッピングセンター手稲（2011年6月）
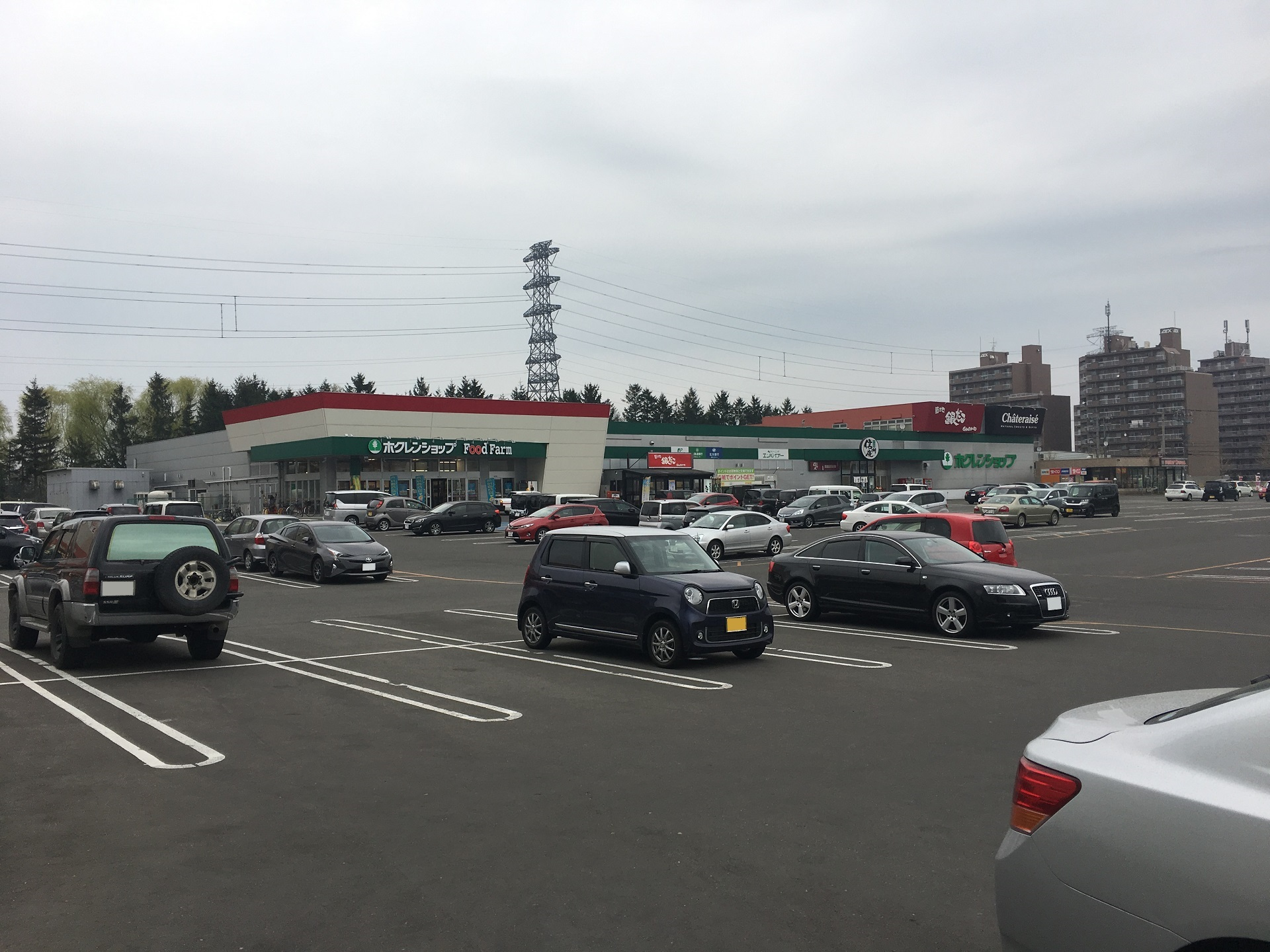
パワーセンターコムス（2018年5月）
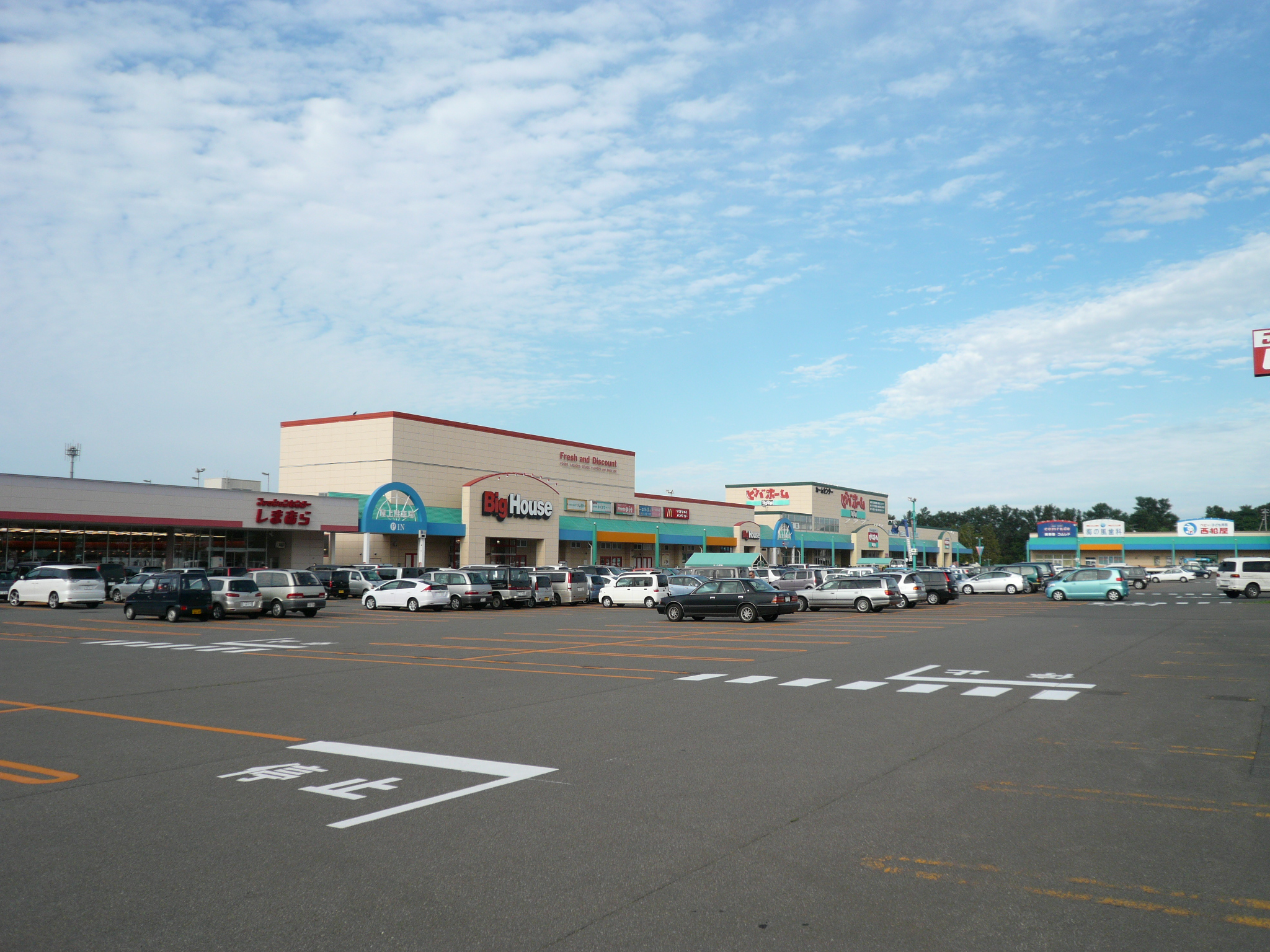
パストラル星置（2010年8月）
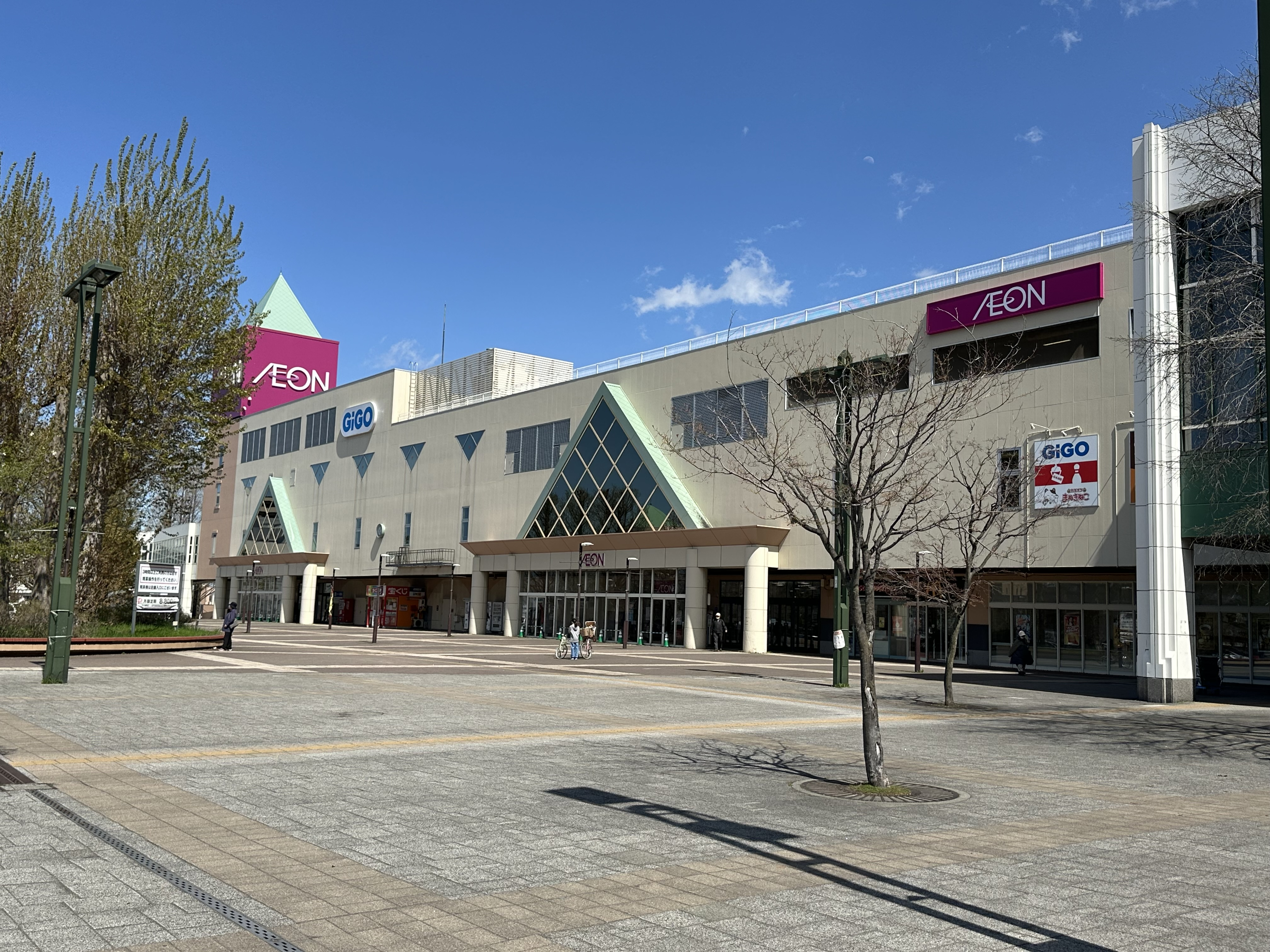
イオン札幌手稲駅前ショッピングセンター（2025年5月）
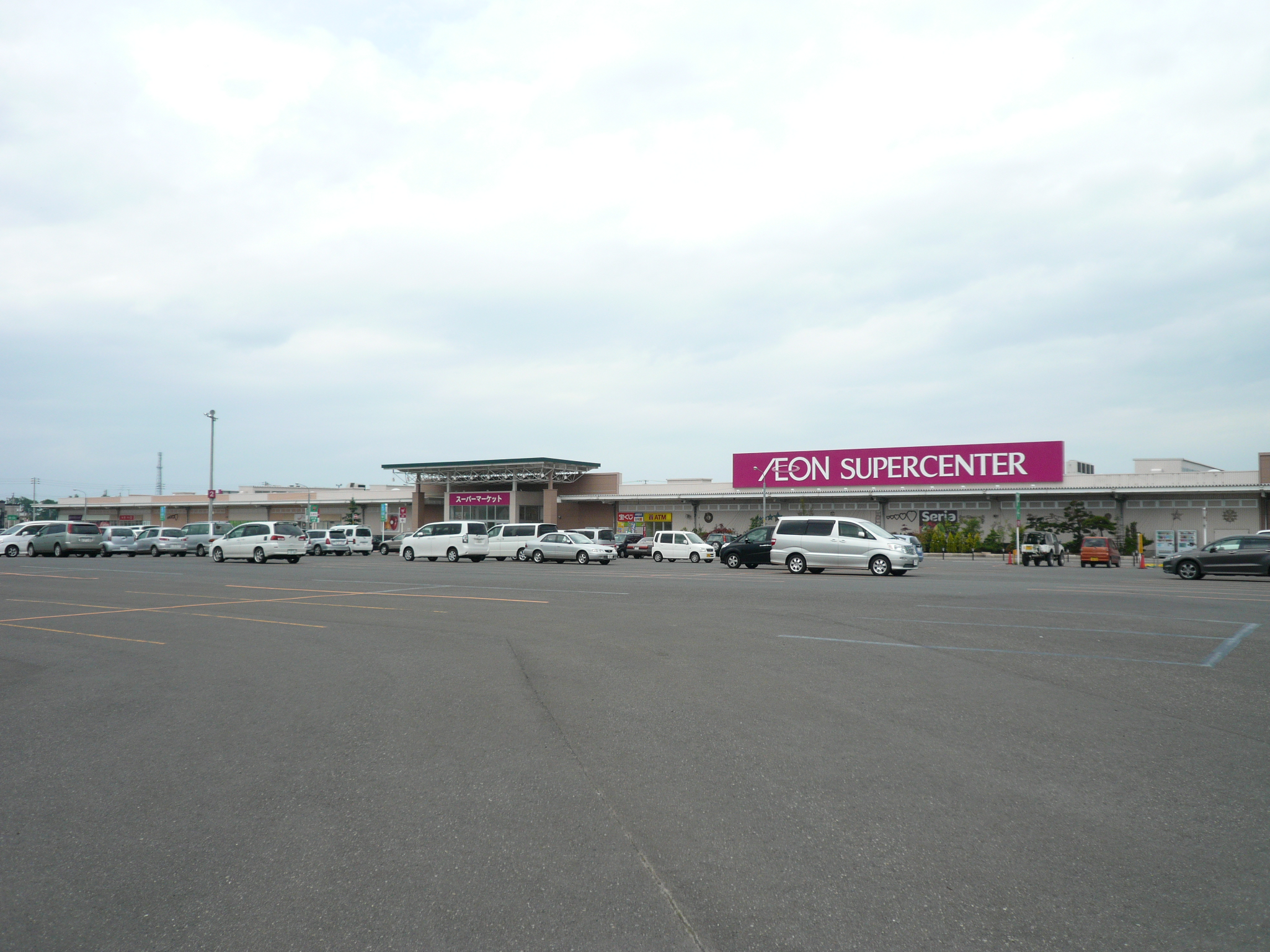
イオン札幌手稲山口ショッピングセンター（2010年7月）
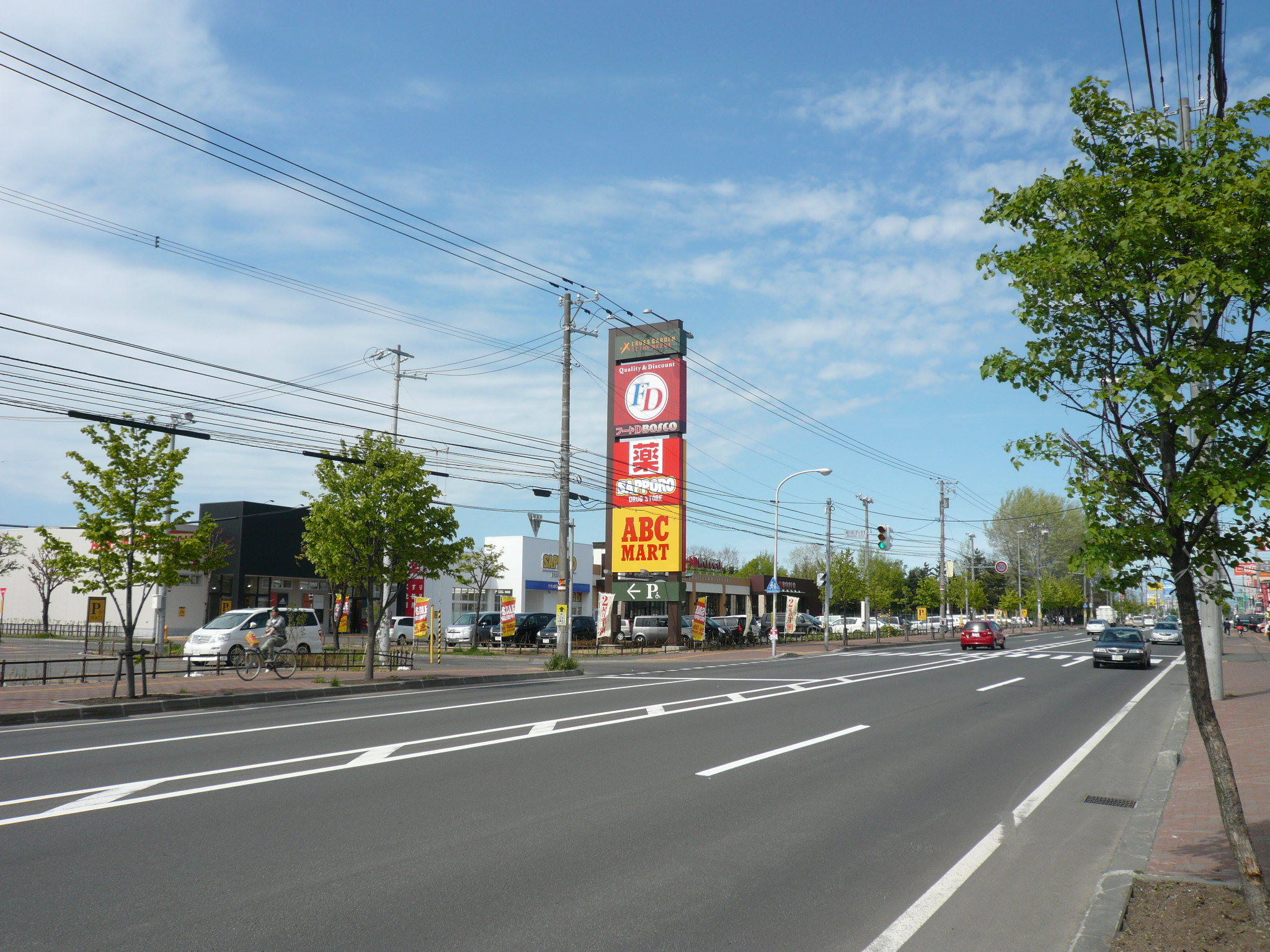
クロスガーデン手稲前田（2012年5月）

スーパーマーケット・ディスカウントストア
- イオン北海道（イオングループ）
  - イオン札幌手稲駅前店（イオン札幌手稲駅前ショッピングセンター内）
  - イオンスーパーセンター手稲山口店（イオン札幌手稲山口ショッピングセンター内）
  - マックスバリュ新発寒店（クロスモール新発寒内）
  - ザ・ビッグエクスプレス前田店
- ラルズ（アークスグループ）
  - スーパーアークス星置店（パストラル星置内）
  - スーパーアークス宮の沢店（宮の沢ショッピングセンター内）
- 生活協同組合コープさっぽろ
  - 西宮の沢店（札幌西ショッピングセンター内）
  - 星置店
  - 新はっさむ店
- 北雄ラッキー
  - 星置駅前店
- ホクレン商事
  - ホクレンショップ前田店
  - ホクレンショップFoodFarm新発寒店（パワーセンターコムス内）
- 豊月
  - フードD365 BOSCO店（クロスガーデン手稲前田内）
- JR北海道フレッシュキヨスク（JR北海道グループ）
  - ジェイ・アール生鮮市場手稲前田店（手稲鉄北ショッピングセンター内）
- トライアルカンパニー
  - スーパーセンタートライアル手稲店（アルファショッピングセンター手稲内）
  - スーパーセンタートライアル手稲星置店
  - トライアルスマート新発寒店
- ドン・キホーテ（パン・パシフィック・インターナショナルホールディングス）
  - 手稲店
- 卸売スーパー
  - 卸売スーパー現金問屋手稲店
- 業務スーパー
  - 新発寒店
  - 手稲星置店
- キテネ食品館（キテネ内）

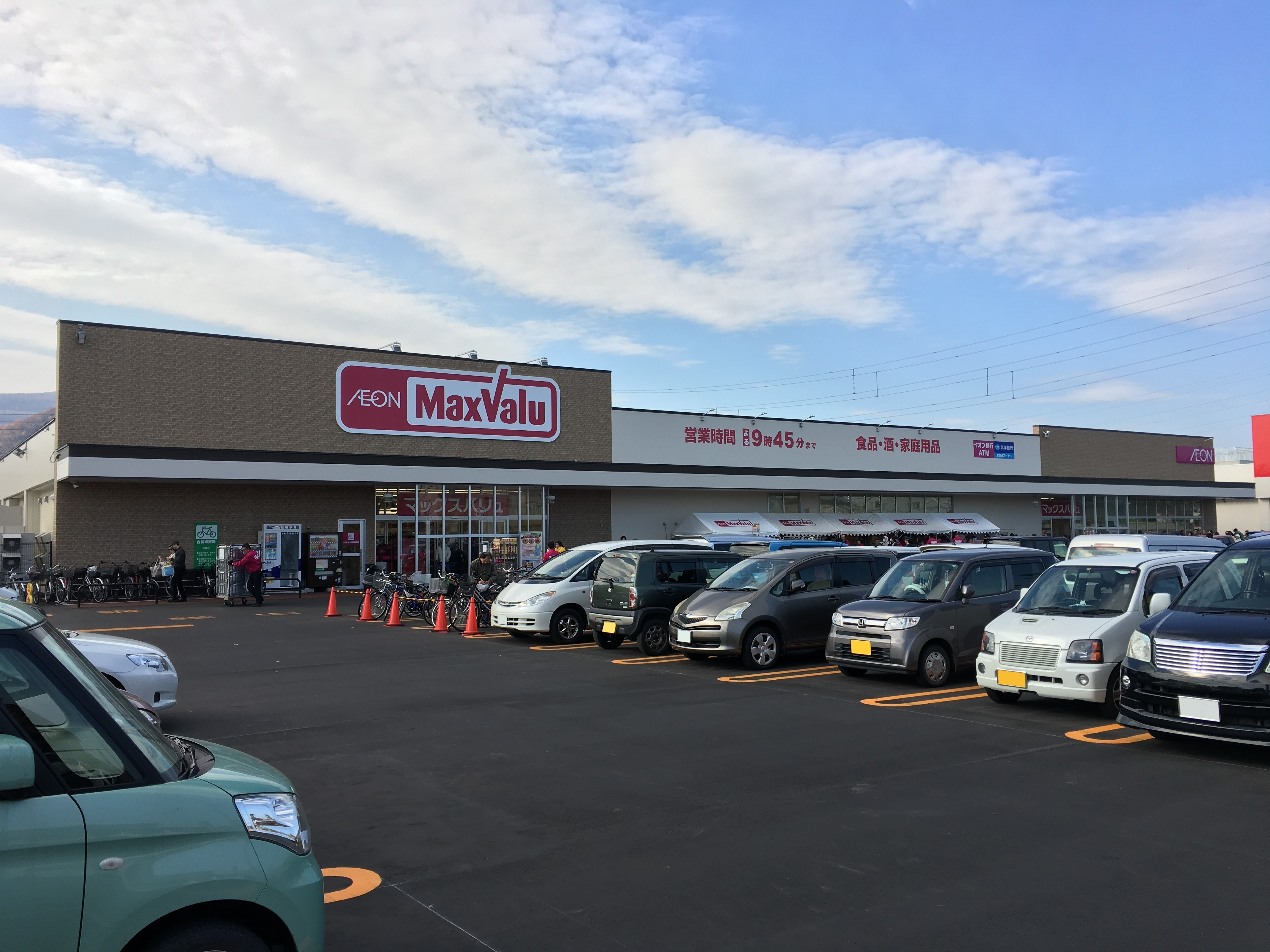
マックスバリュ新発寒店（2017年10月）
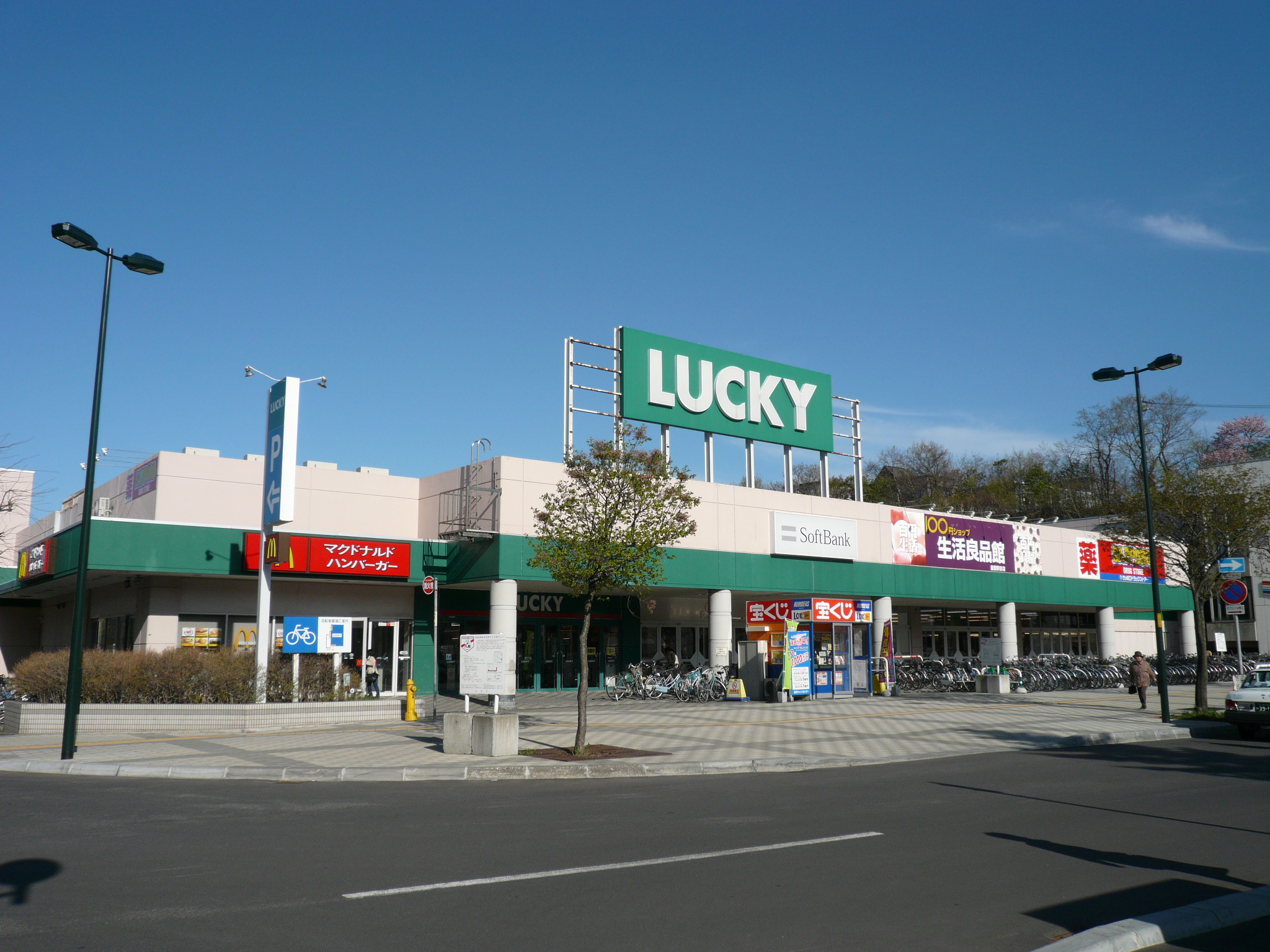
北雄ラッキー星置駅前店（2011年5月）
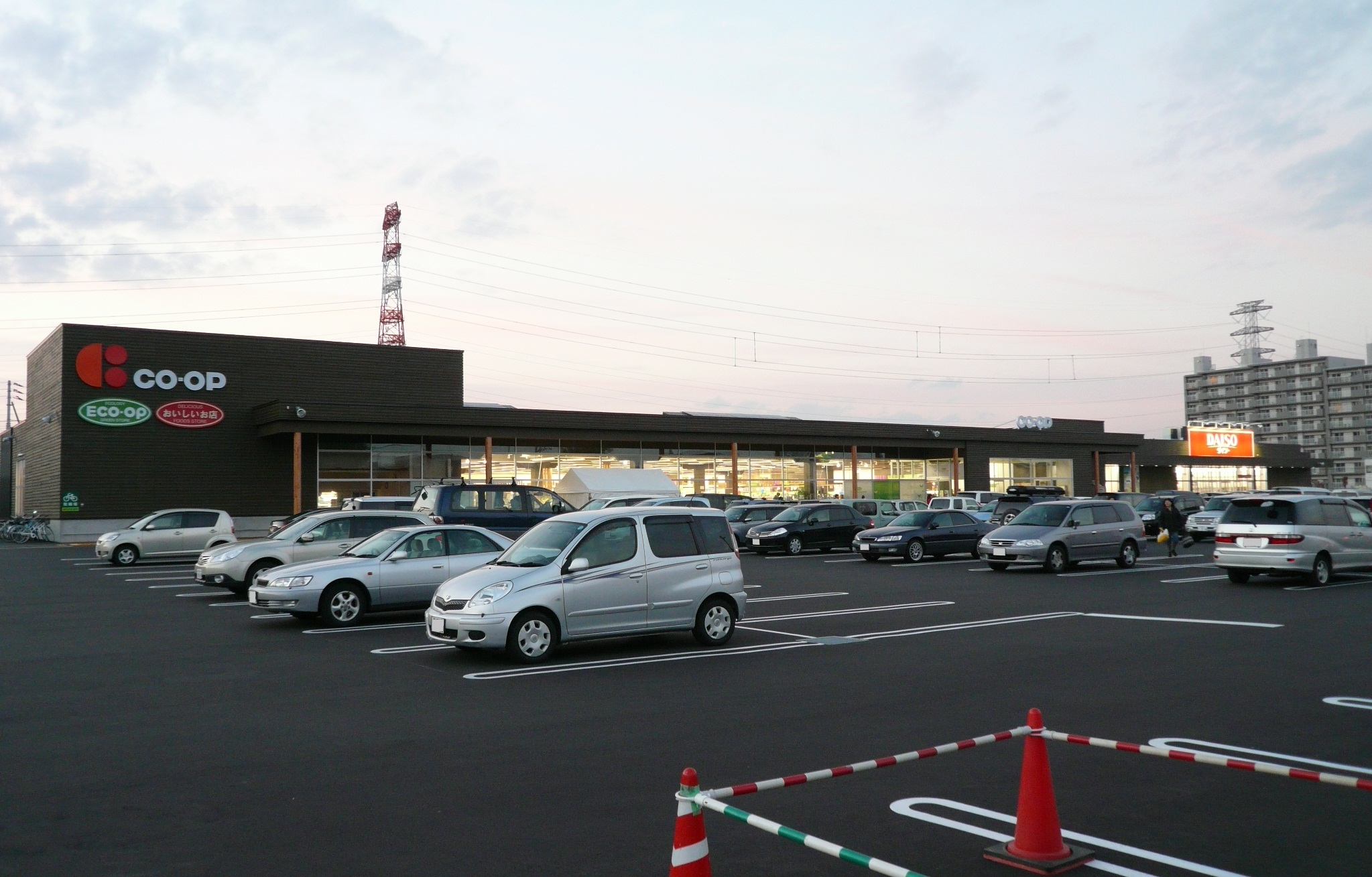
コープさっぽろ西宮の沢店（2010年10月）
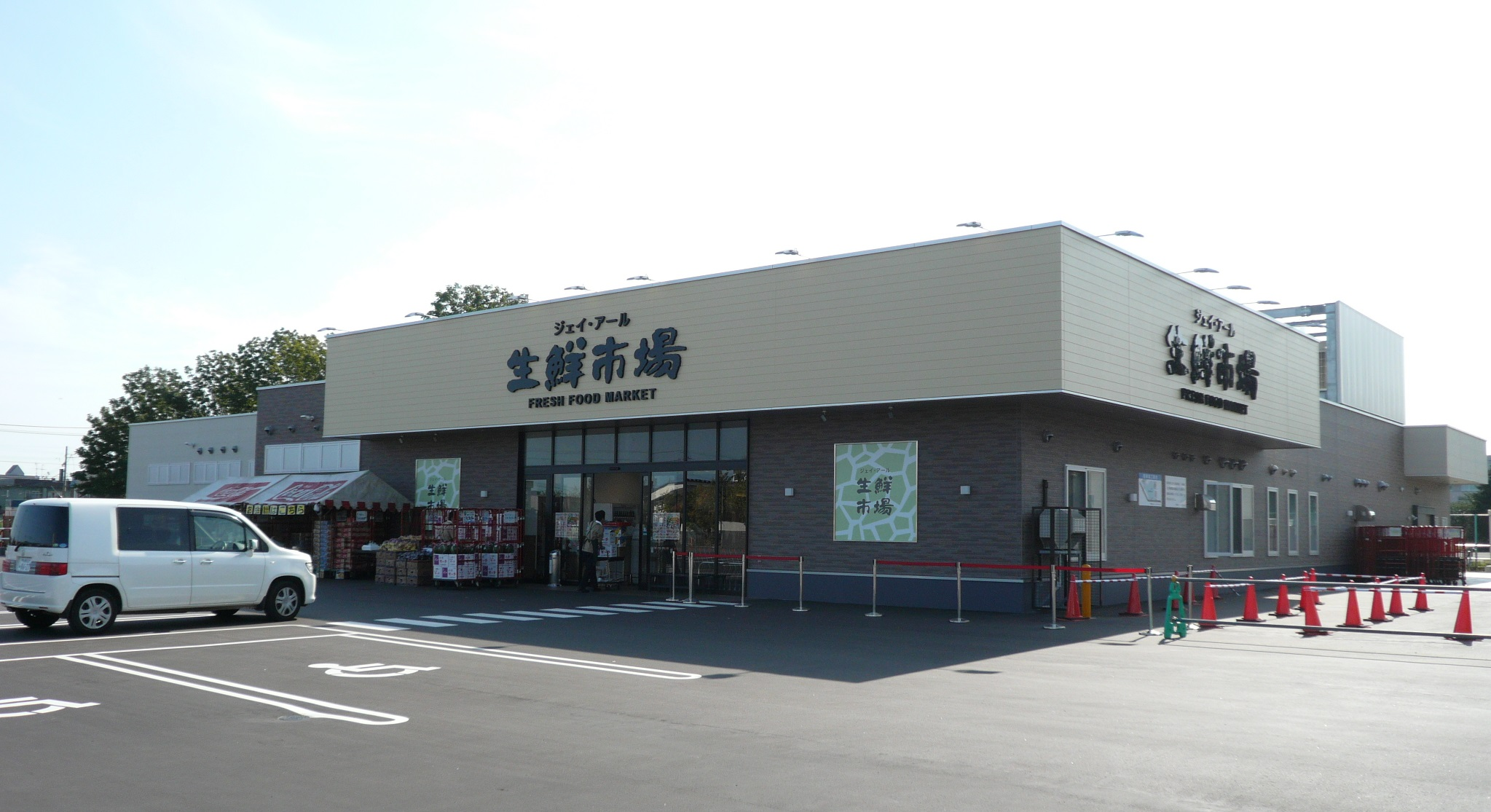
ジェイ・アール生鮮市場手稲前田店（2015年8月）
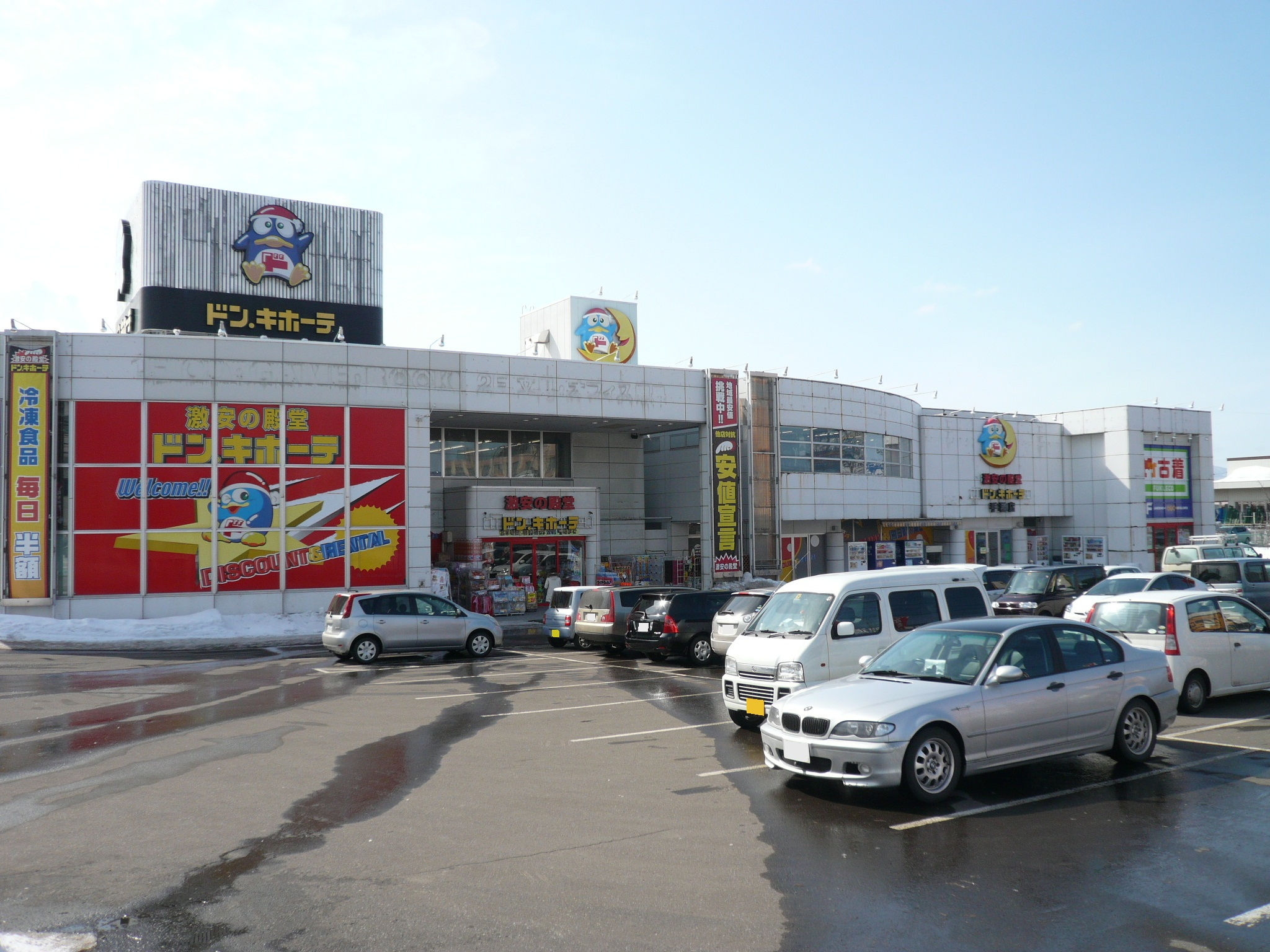
ドン・キホーテ手稲店（2012年3月）
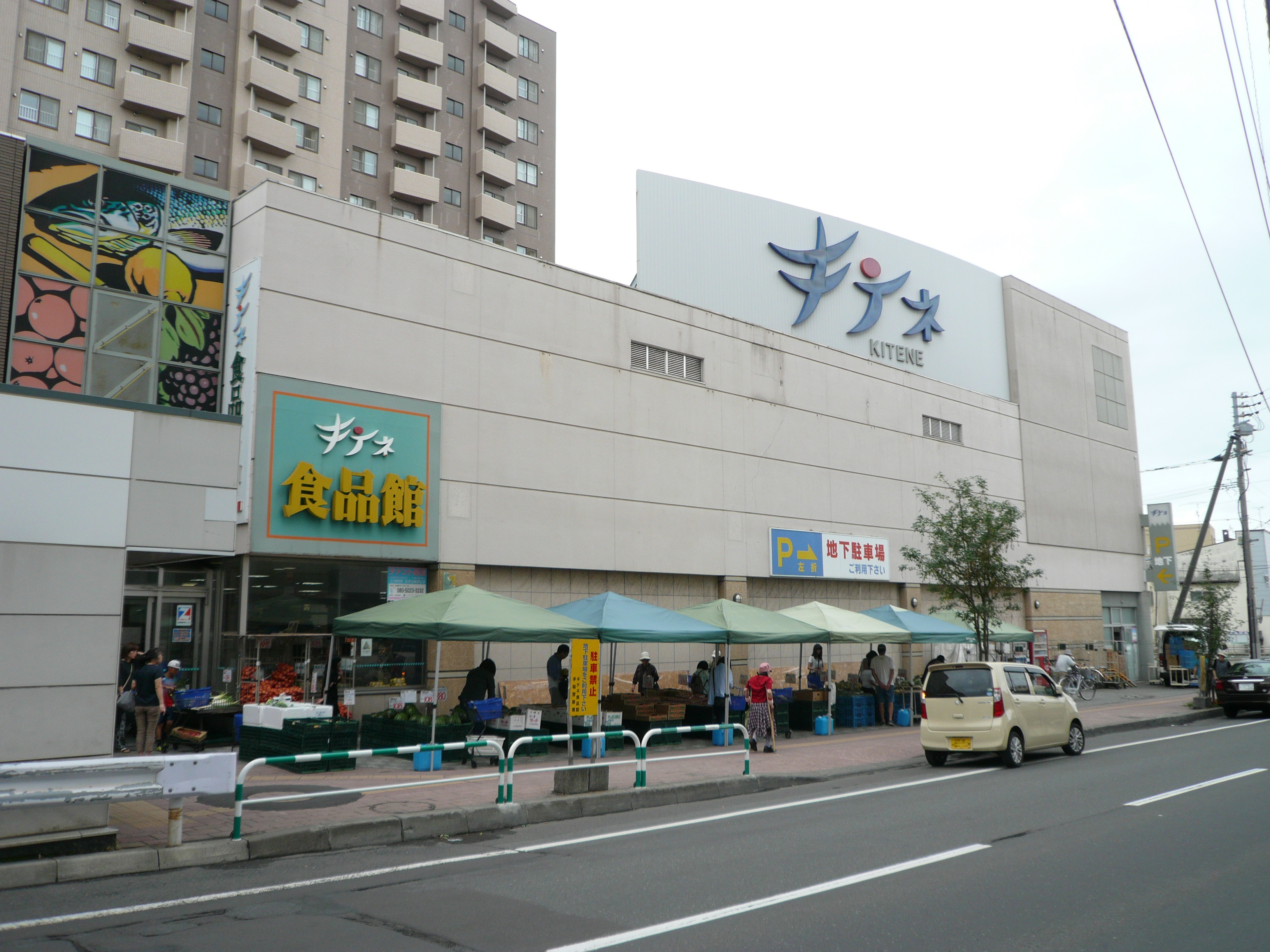
キテネ食品館（2019年8月）

### 金融機関
銀行
- 北洋銀行手稲中央支店・手稲あけぼの支店、星置支店、新発寒支店、新手稲支店
- 北海道銀行星置支店、手稲支店

協同組織金融機関
- 北海道信用金庫手稲駅前支店、手稲支店、手稲支店前田出張所、手稲支店あけぼの出張所
- 北門信用金庫手稲前田支店
- 北央信用組合手稲支店
- 北海道労働金庫札幌手稲支店
- JAバンク北海道（北海道信用農業協同組合連合会）JAさっぽろ手稲支店

### 郵便

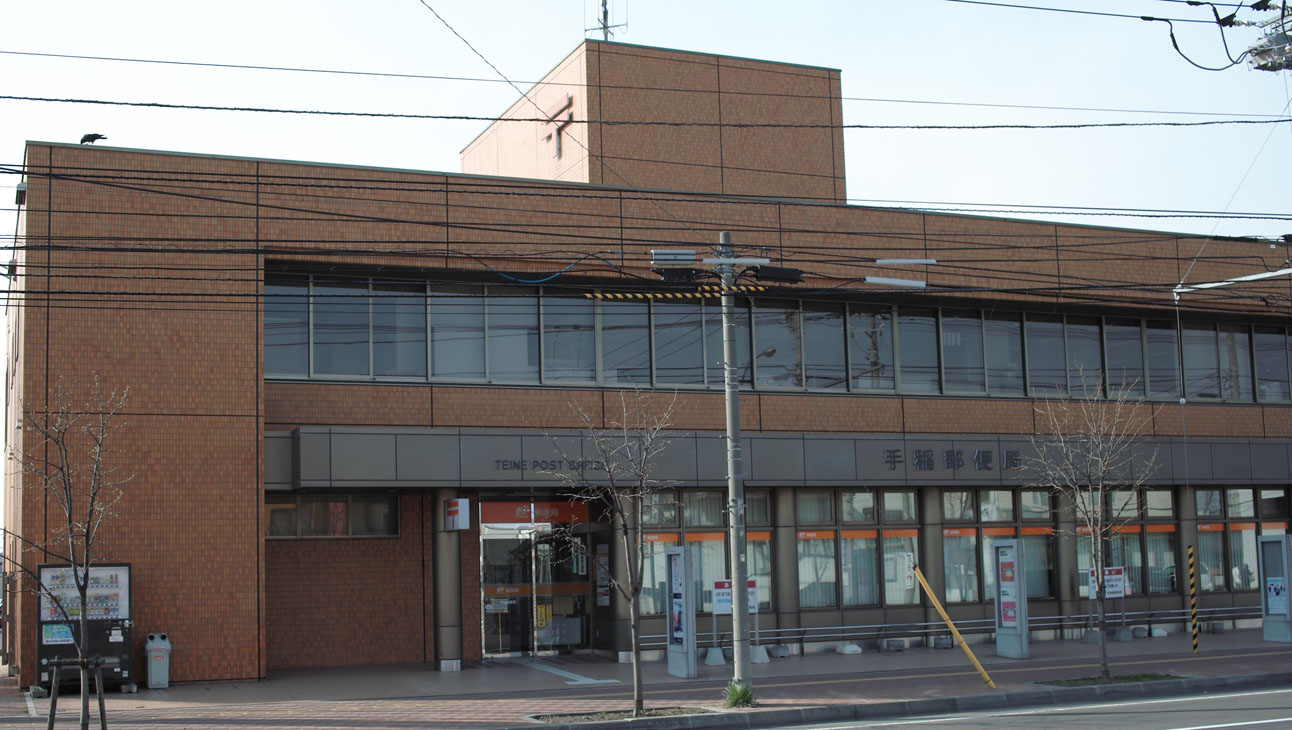
手稲郵便局（2009年4月）

- 手稲郵便局（集配局・ゆうゆう窓口設置局）

- 手稲本町郵便局
- 手稲駅前郵便局
- 手稲稲積郵便局
- 手稲前田郵便局
- 手稲曙通郵便局
- 手稲曙東郵便局
- 手稲新発寒郵便局
- 手稲富丘郵便局
- 手稲稲穂二条郵便局
- 手稲金山郵便局
- 手稲星置駅前郵便局

- 手稲郵便局（2009年4月）

簡易郵便局
- 発寒簡易郵便局
- 手稲稲穂中簡易郵便局
- 手稲星置簡易郵便局

### 宅配便
- ヤマト運輸札幌主管支店
  - 札幌新発寒センター・札幌発寒北センター・札幌新琴似西センター
  - 札幌手稲本町センター・札幌前田センター
  - 小樽銭函センター・星置センター（所在地は小樽市）
- 佐川急便小樽営業所（所在地は小樽市）
- 日本通運札幌支店札幌自動車事業所（所在地は白石区）

## 交通

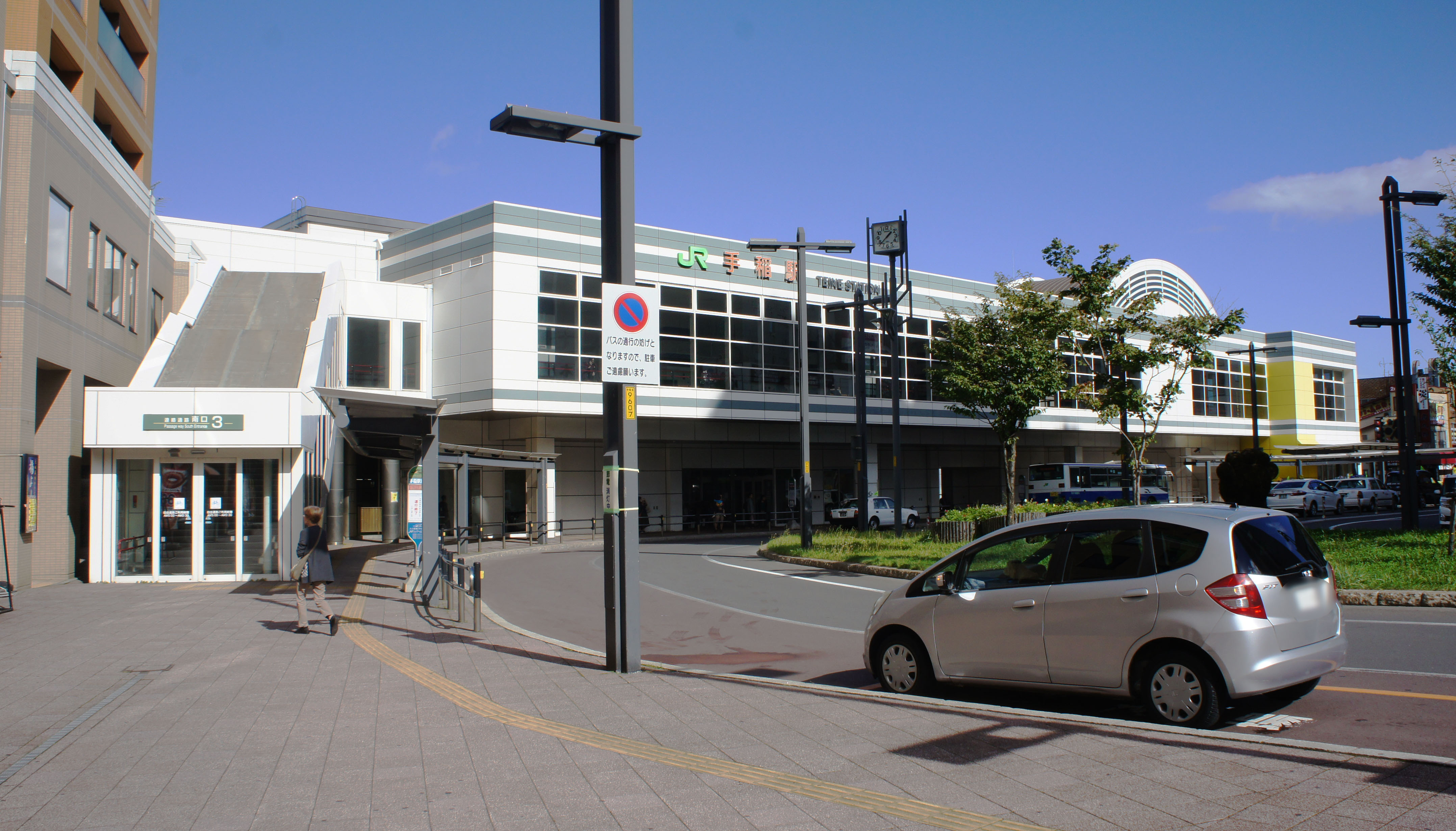
手稲駅南口（2018年9月）

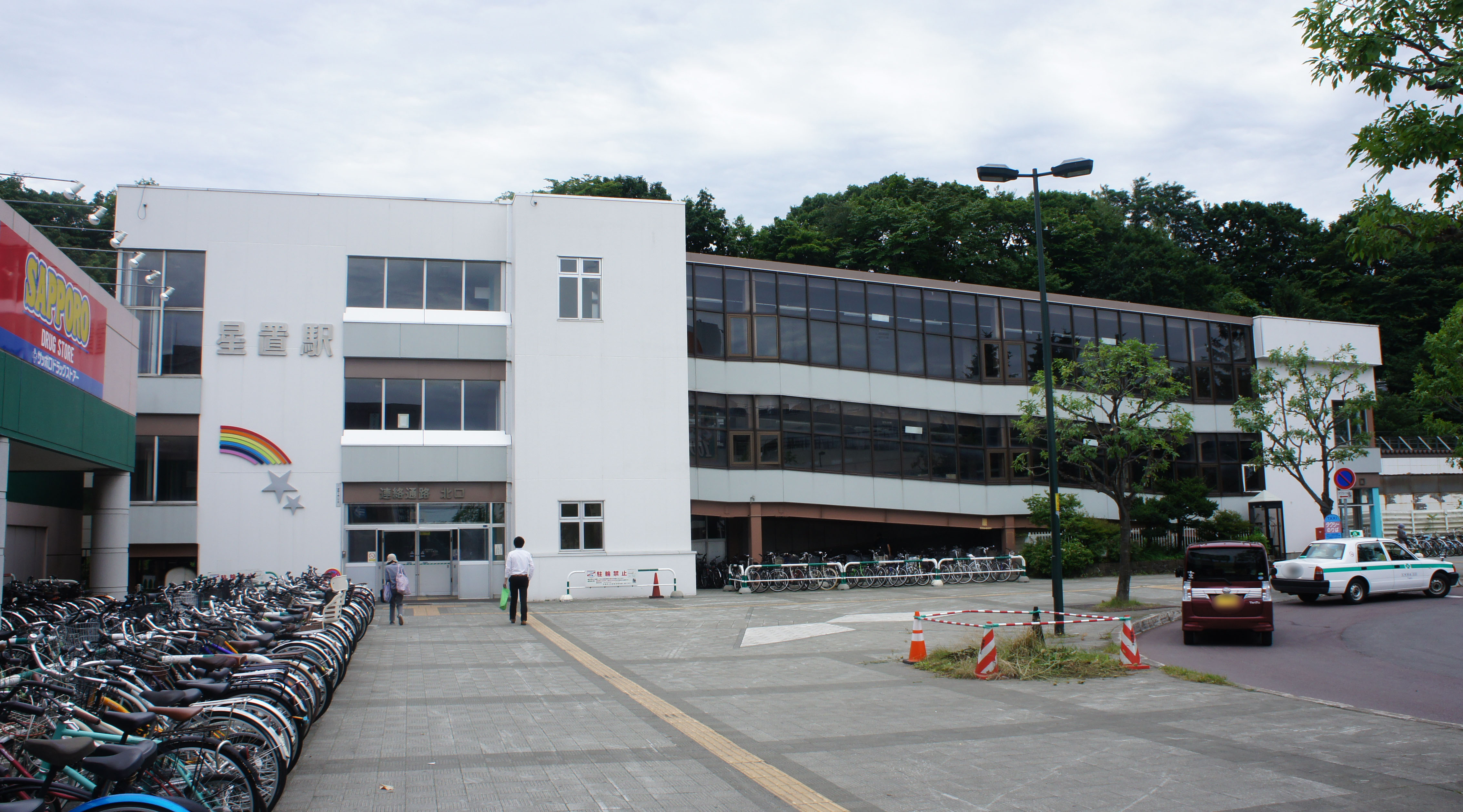
星置駅北口（2018年8月）

### 鉄道
区内にはJR北海道の札幌運転所がある。北海道新幹線の札幌駅延伸時には、新小樽駅 - 札幌駅間で区内の地下を札樽トンネル（仮称）が通る予定である。
- 北海道旅客鉄道（JR北海道）（特定都区市内）
  - 函館本線：ほしみ駅 - 星置駅 - 稲穂駅 - 手稲駅 - 稲積公園駅

かつてあった鉄道
- 軽石軌道
  - 軽川駅 - 新川駅

### バス
かつては札幌市交通局がバス路線（札幌市営バス）を運行していたが、段階的に民間事業者に路線を移譲し、2004年に廃止となった。
路線バス
- ジェイ・アール北海道バス 手稲営業所（札樽線）
- 北海道中央バス[12]

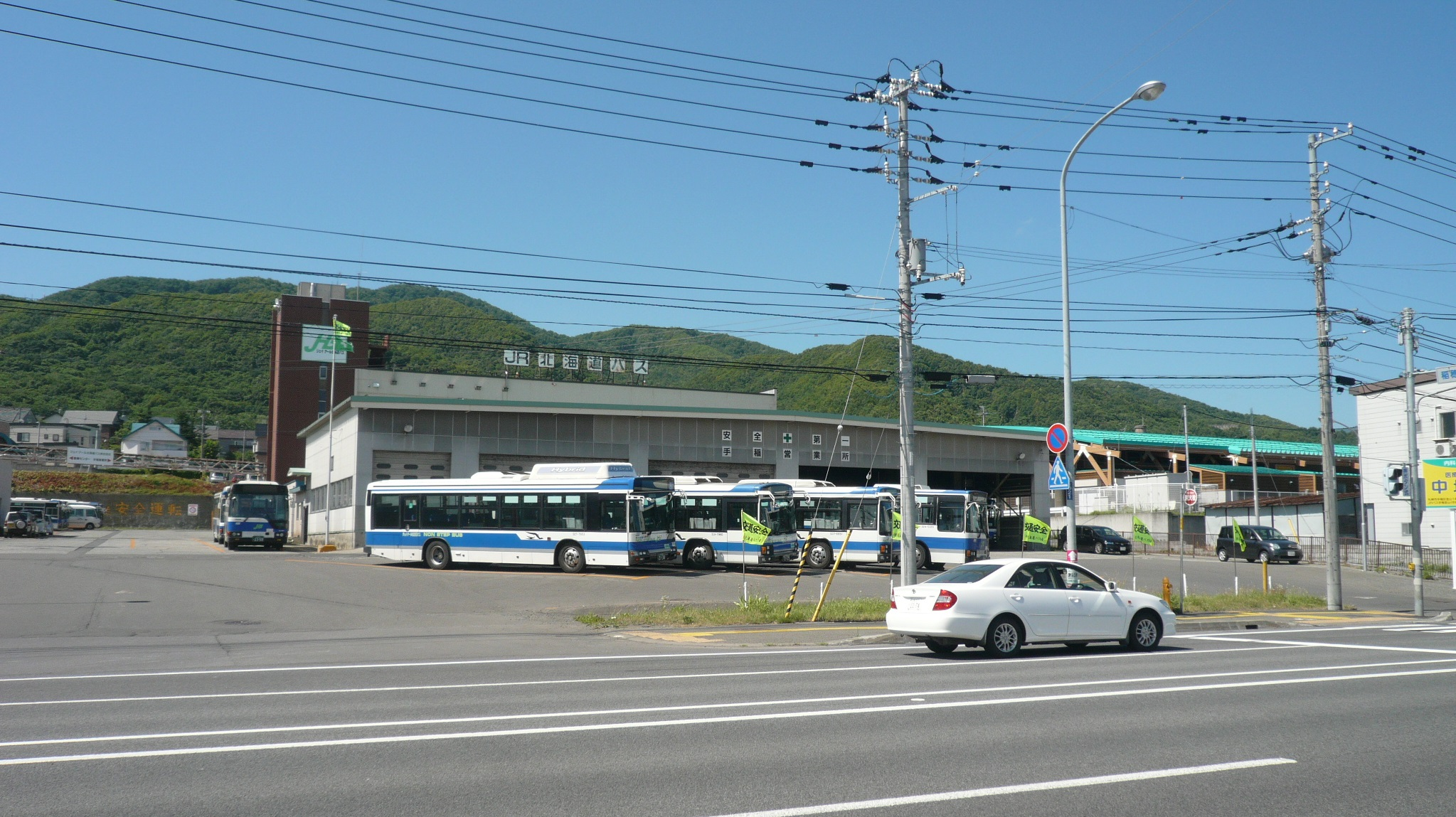
ジェイ・アール北海道バス 手稲営業所（2013年7月）

### タクシー
- 金星自動車
- 安全永楽交通
- 国際交通
- 小鳩交通
- 東邦交通
- ダイコク交通
- 太洋ハイヤー
- 北陵交通
- 朝日交通
- フジ交通
- 明星自動車
- 恊和交通
- 鈴蘭交通
- 平岸ハイヤー
- 東交通

### 道路
- 高速道路（高速自動車国道）
  - 札樽自動車道（北海道横断自動車道）：金山PA - 手稲IC - 札幌西IC/TB
- 地域高規格道路
  - 道央圏連絡道路
- 一般国道
  - 国道5号（北5条手稲通）
  - 国道337号（道央新道）
- 主要地方道（主要道道・主要市道）
  - 北海道道44号石狩手稲線
  - 北海道道125号前田新川線
  - 北海道道128号札幌北広島環状線
  - 札幌市主要地方道9905号手稲インター線
- 一般道道
  - 北海道道225号小樽石狩線
  - 北海道道452号下手稲札幌線
  - 北海道道1053号真駒内茨戸東雁来自転車道線

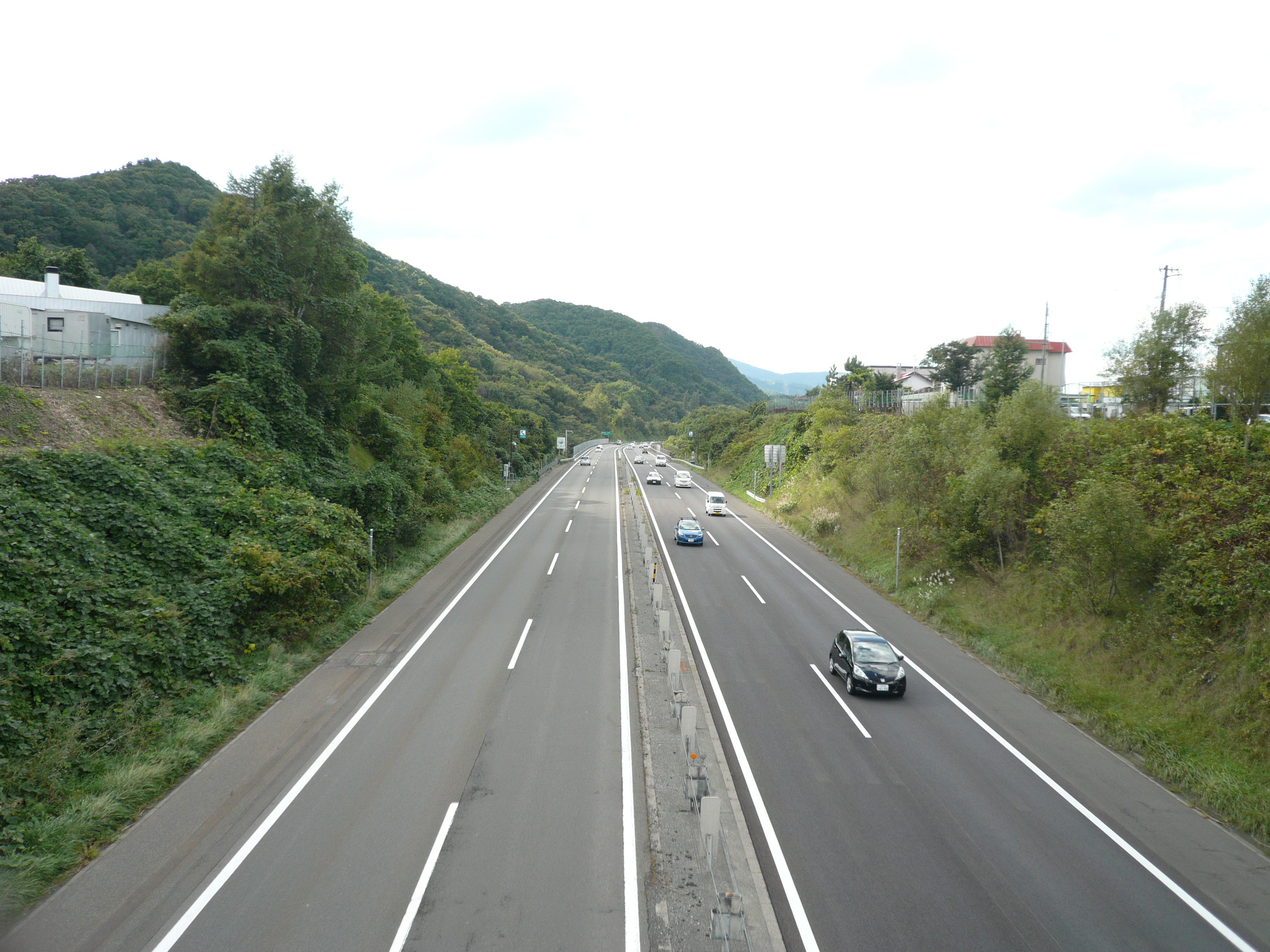
札樽自動車道（2011年9月）
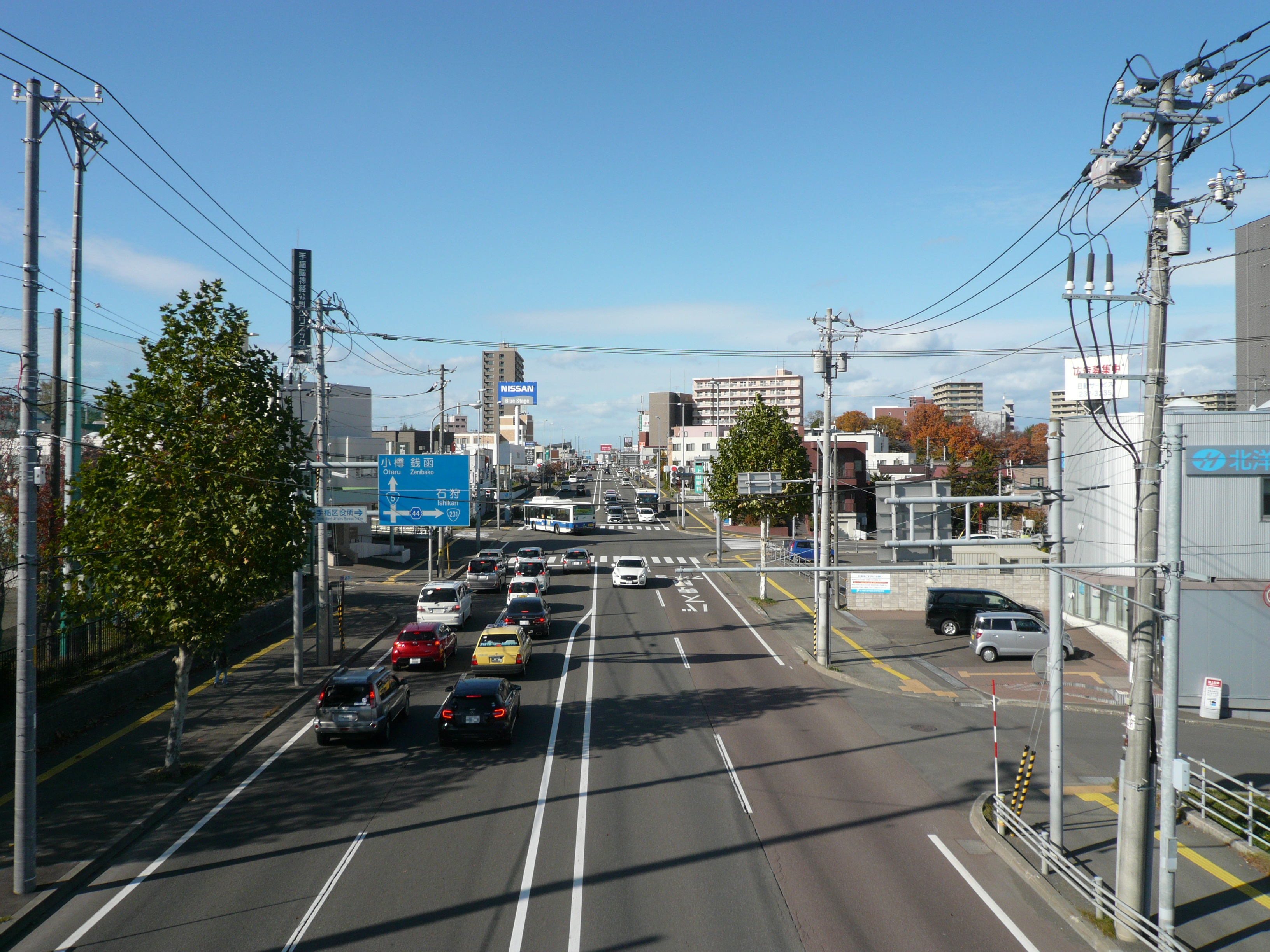
国道5号（2019年11月）
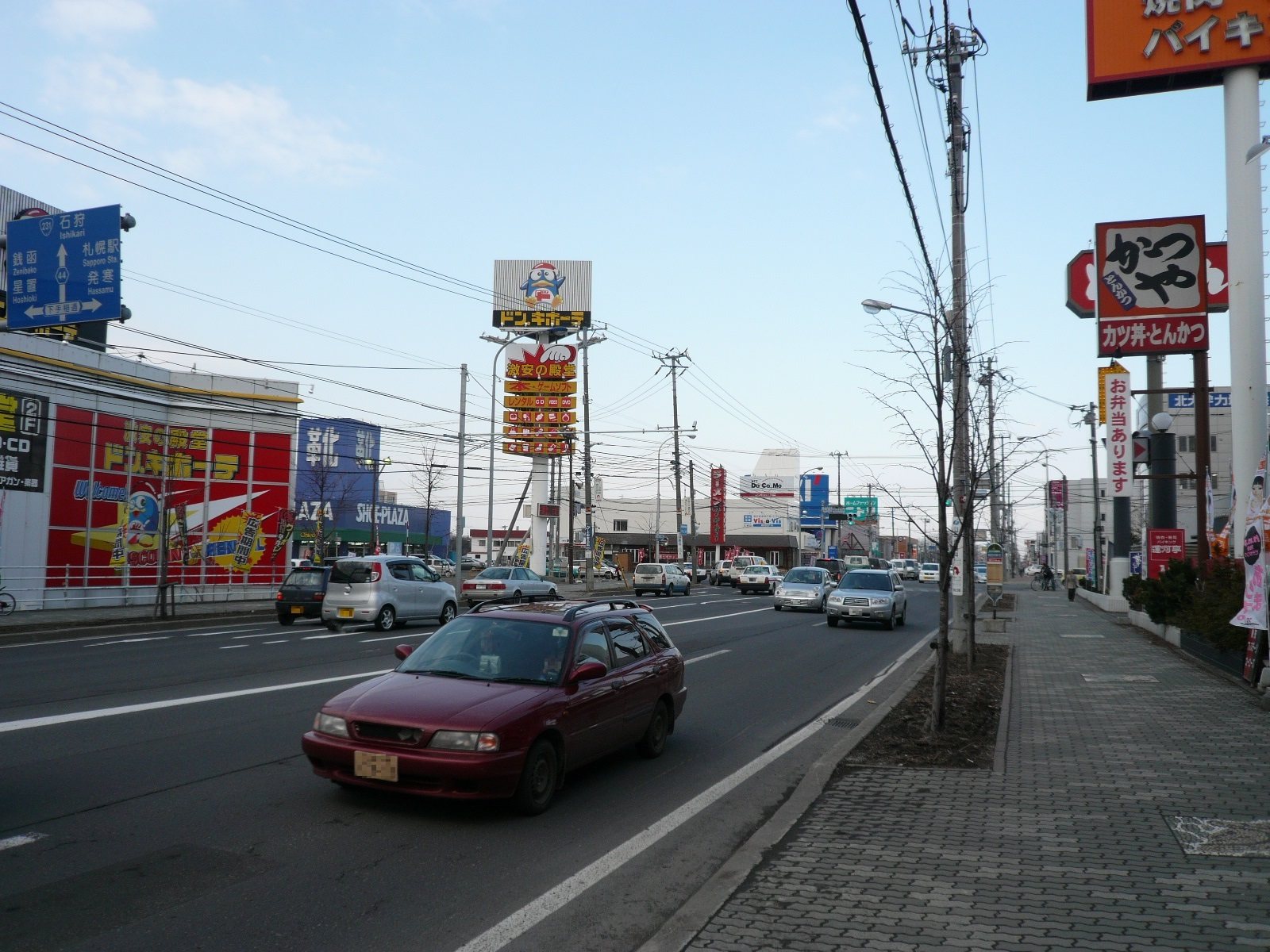
北海道道44号石狩手稲線（2008年3月）
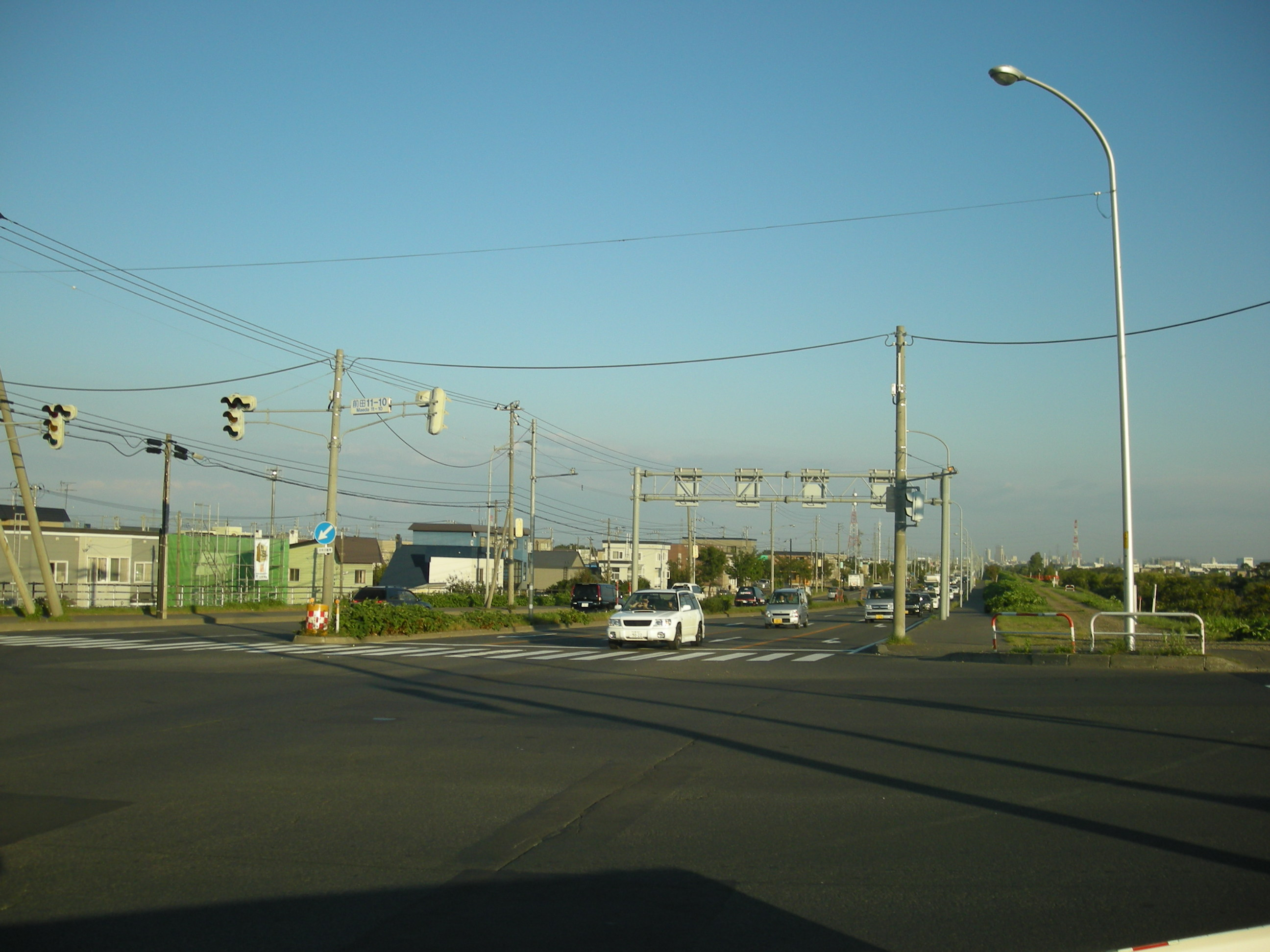
北海道道125号前田新川線（2007年9月）

## 文化財
「札幌市内の文化財」参照
市指定
- 史跡
  - 手稲山口バッタ塚

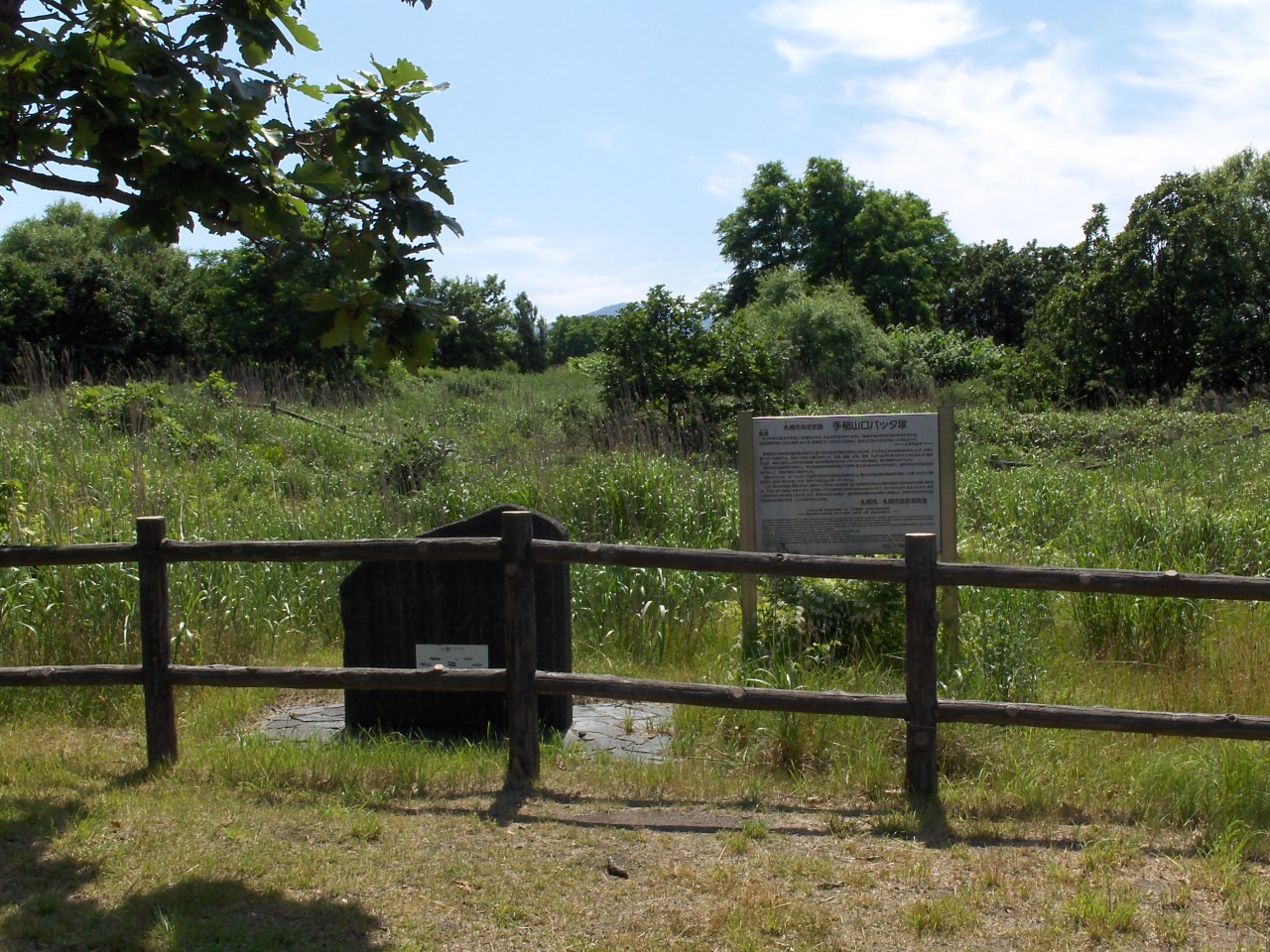
手稲山口バッタ塚（2007年）

## 観光・レジャー
- 手稲山
- サッポロテイネ
- 札幌テイネゴルフ倶楽部
- 札幌市手稲青少年キャンプ場「カッコウの森」
- サッポロスターライトドーム

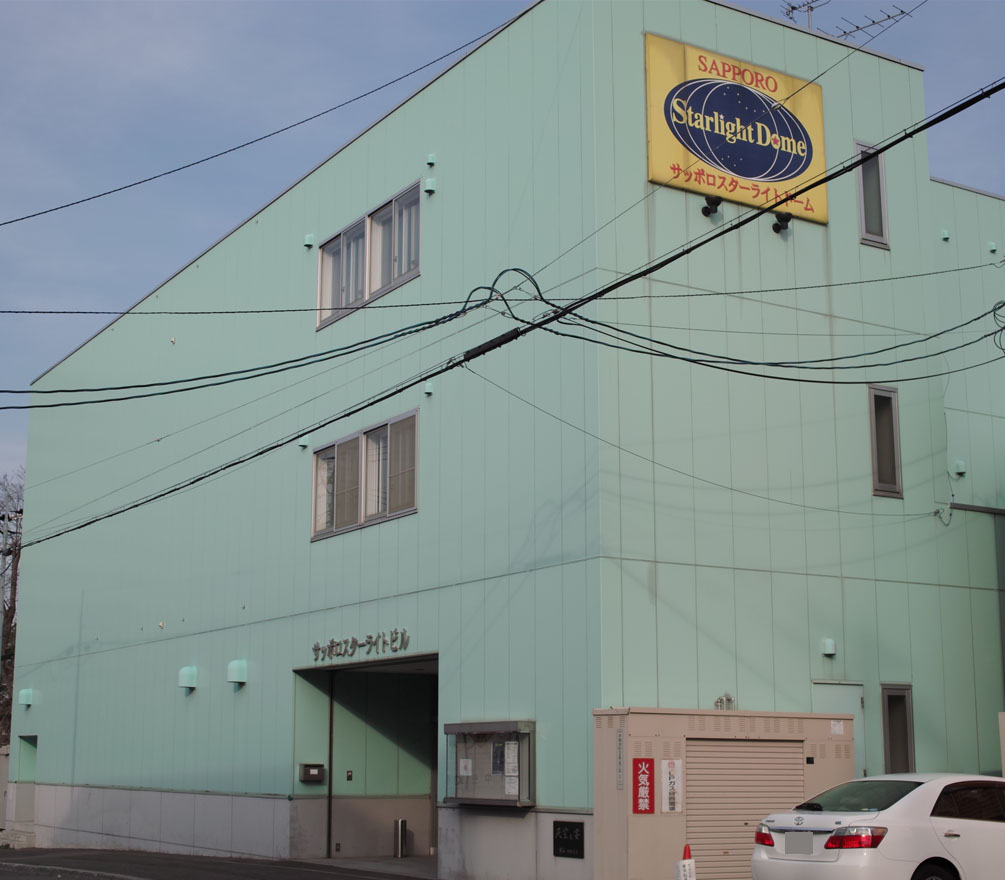
サッポロスターライトドーム（2009年4月）

公園
- 前田森林公園
- 手稲稲積公園
- 星置緑地
- 軽川緑地（軽川桜づつみ）
- 旧軽川緑地
- 星観緑地
- 手稲緑道
- 北発寒公園
- 前田公園
- 星置公園
- 富丘西公園
- 明日風公園

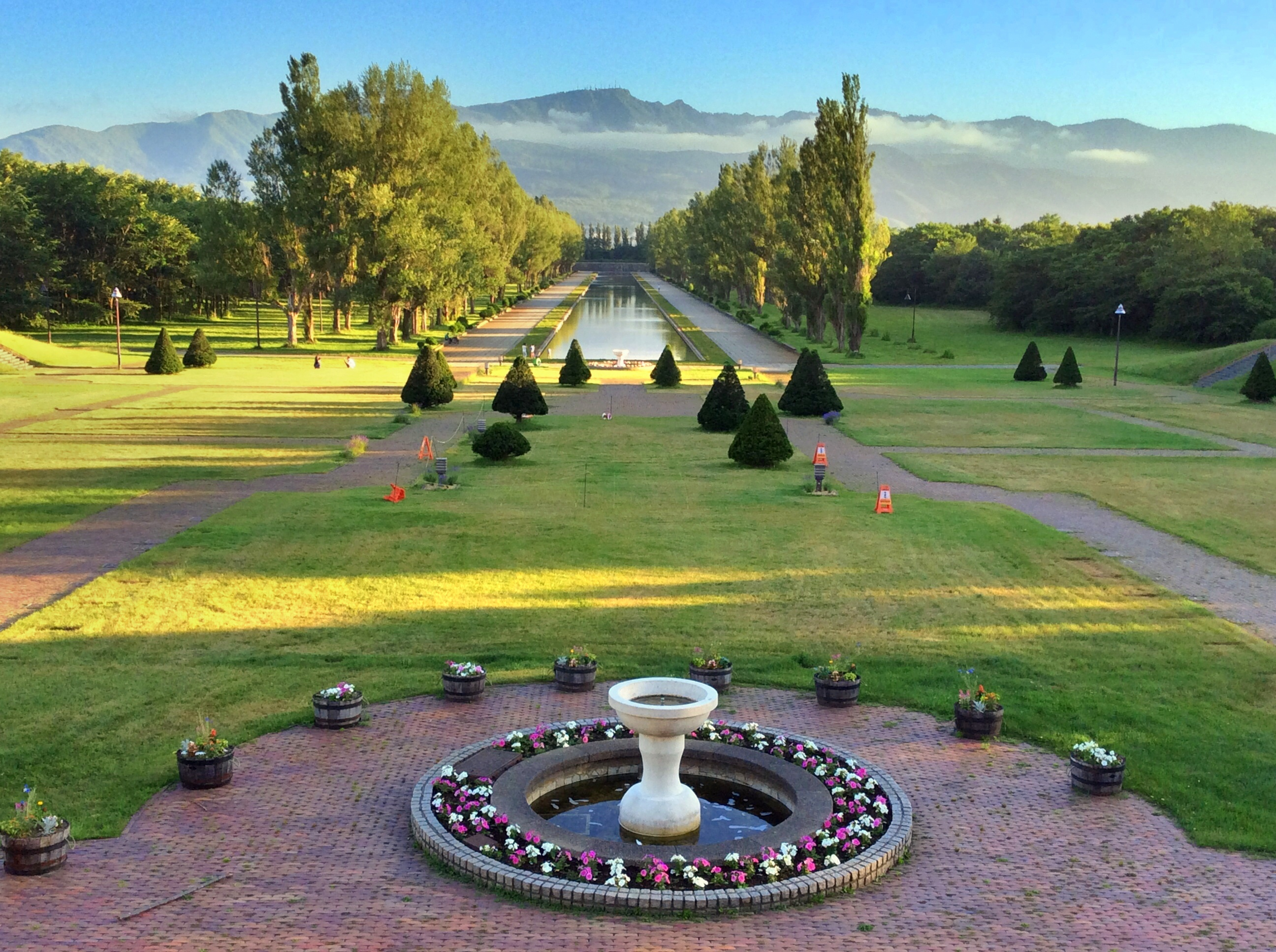
前田森林公園（2014年7月）
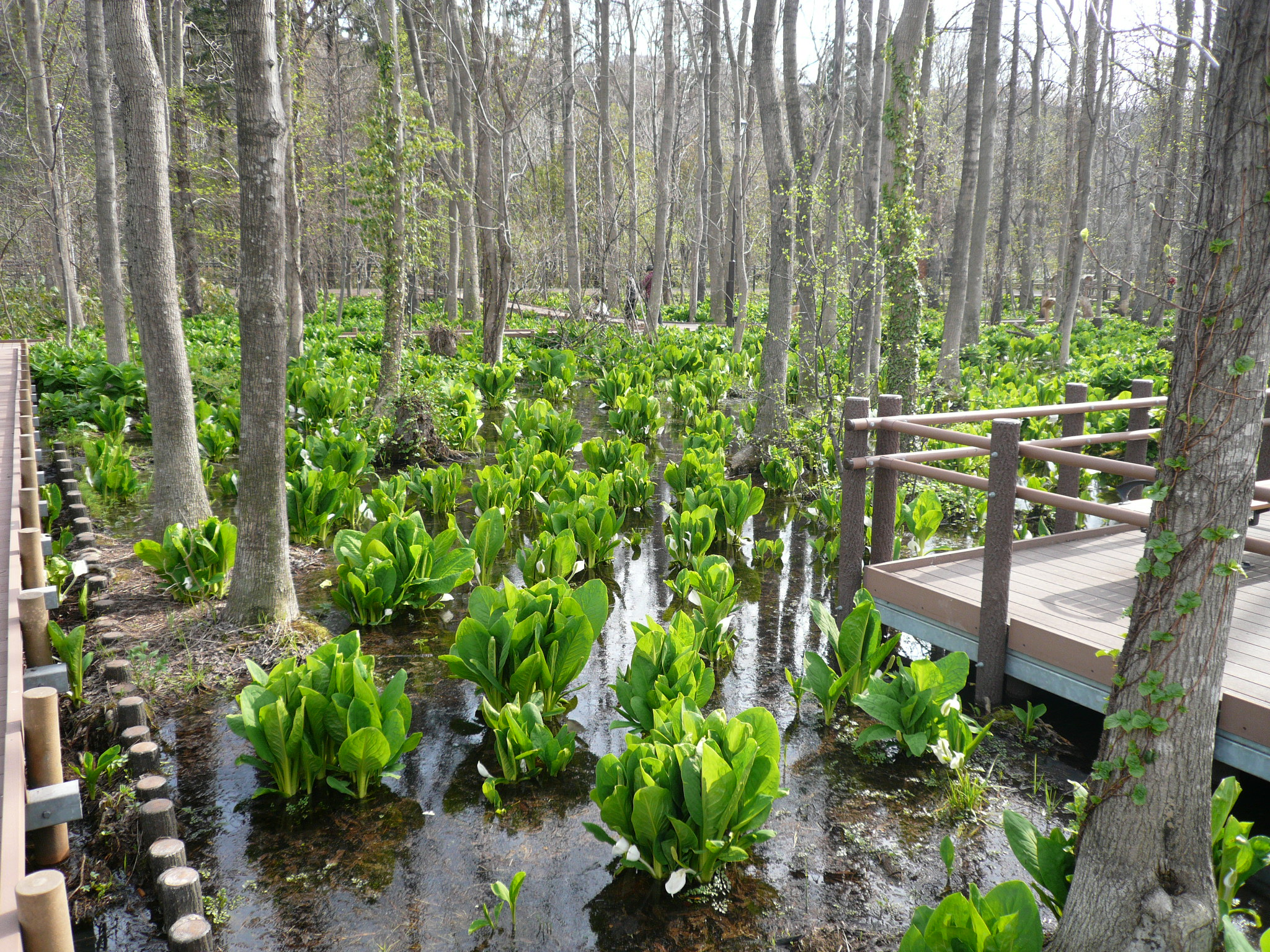
星置緑地（2012年4月）
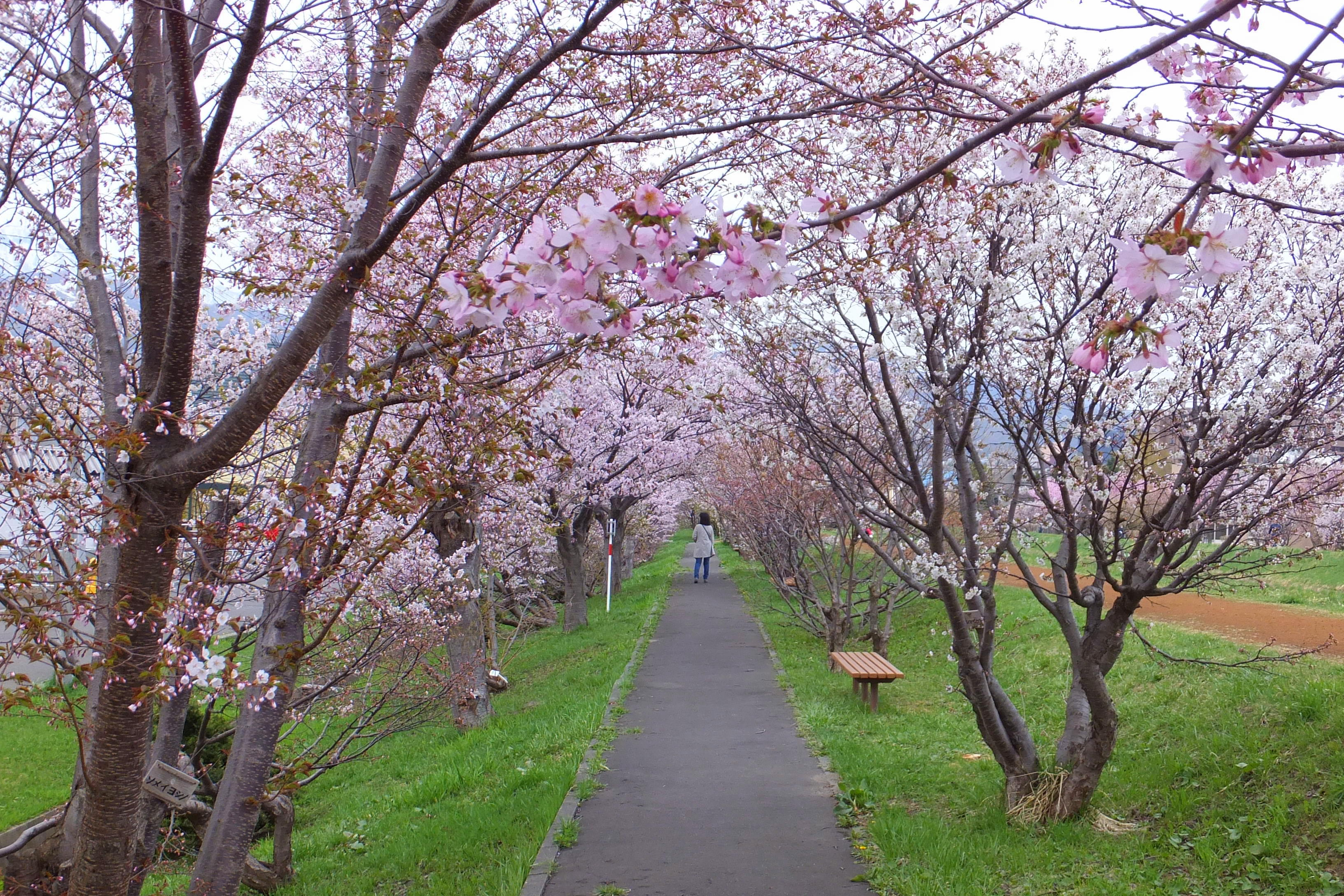
軽川緑地（軽川桜づつみ）（2014年5月）
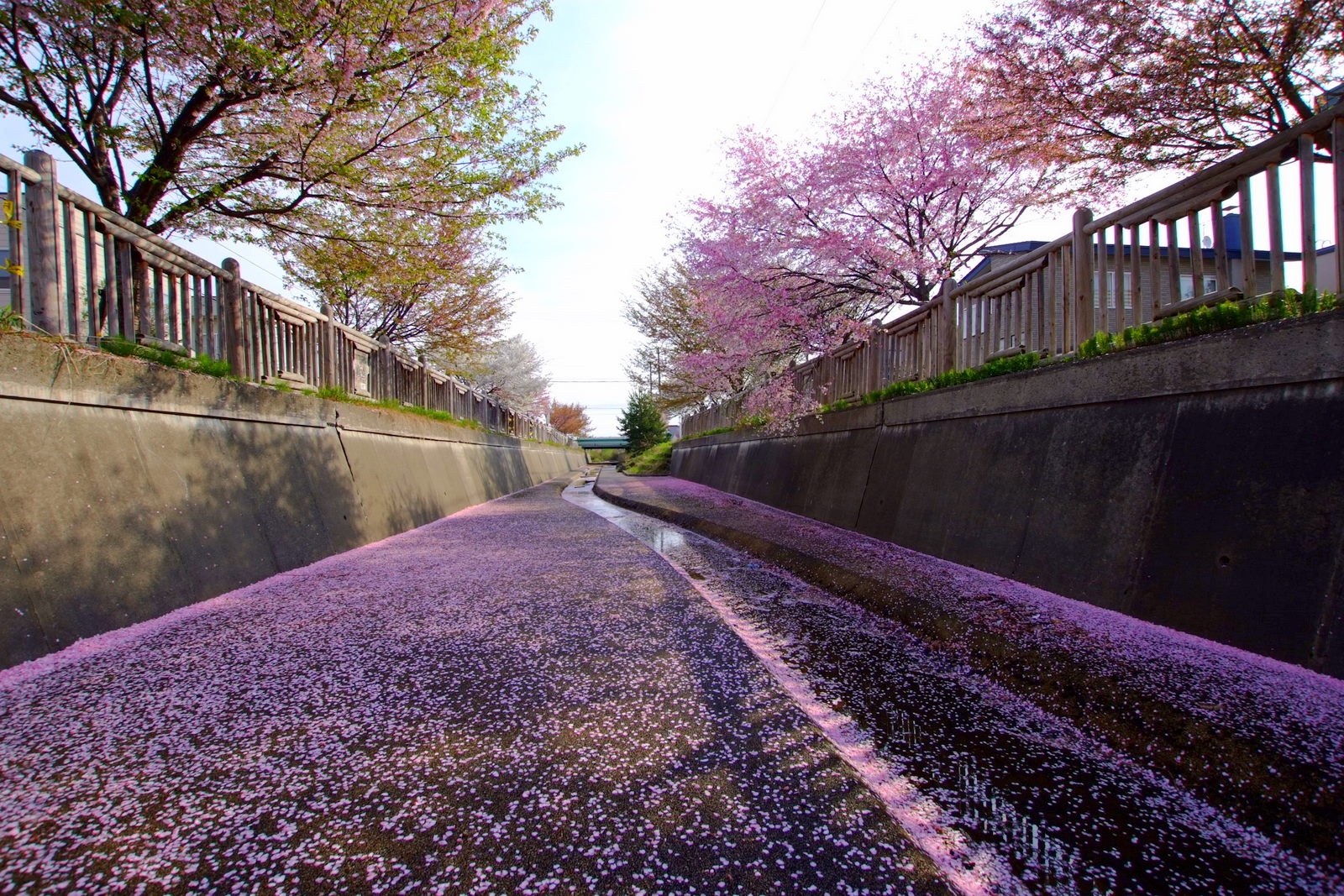
旧軽川緑地（2012年5月）
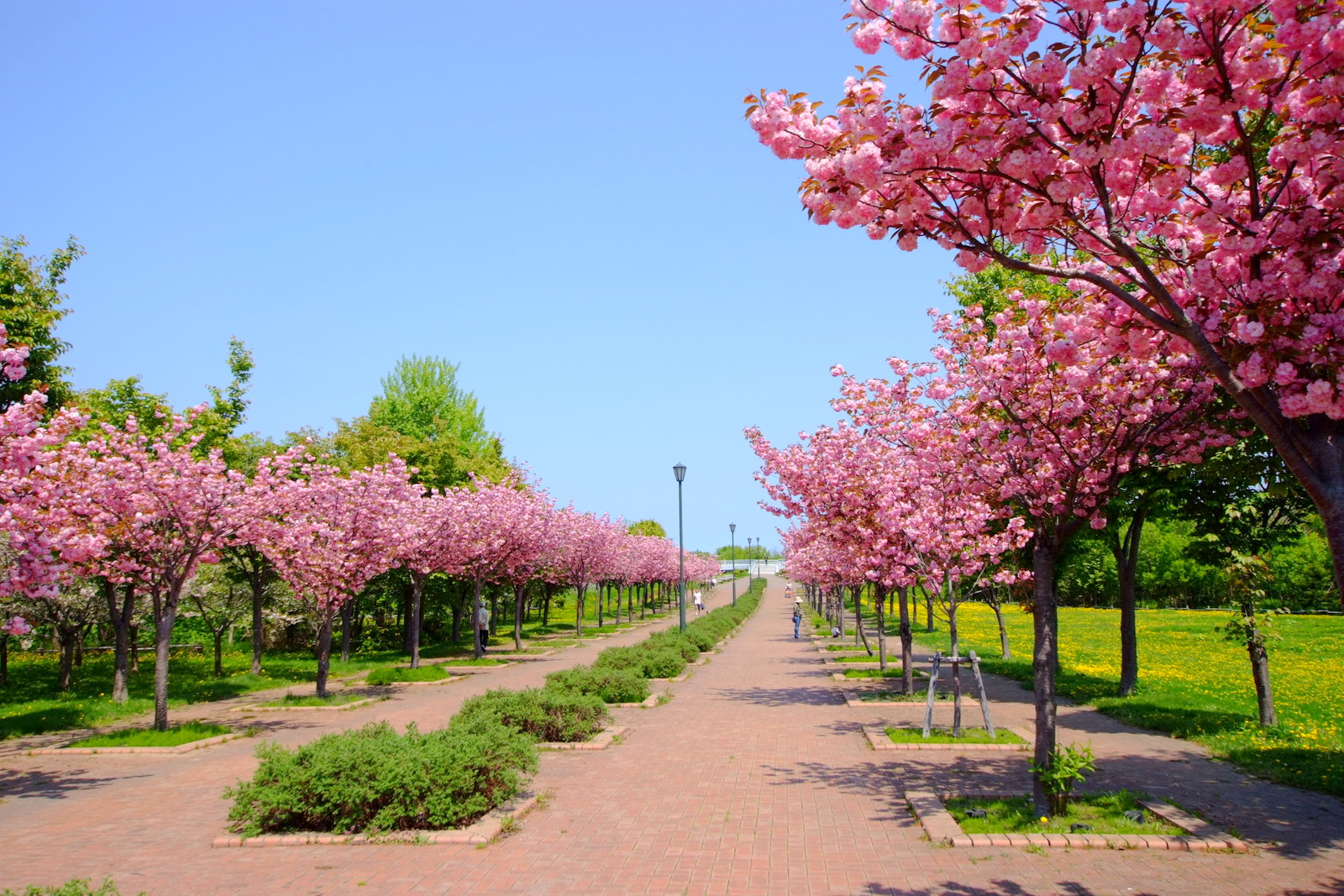
星観緑地（2012年5月）

## 名産・特産
手稲山口は砂地が多く農業不毛の地とされてきたが、砂地はつた物の栽培に適しており、水はけが良い上に1日の地面の温度差が大きいために糖度の高い「サッポロスイカ」を生産する事ができた。また、スイカの栽培技術を生かした冷害に強いカボチャ「大浜みやこ」も生産している。

## 祭事・催事
- 冬のふれあいまつり（1月）
- ていね雪の祭典（2月）
- 山口団地夏まつり（7月）
- 稲積ふるさと祭り（7月）
- ていね夏あかり（7月）
- あけぼの夏まつり（8月）
- 前田ふれあいまつり（8月）
- 手稲山口運河まつり（9月）
- 手稲神社秋季例大祭（9月）
- 山口神社秋季例大祭（9月）
- 手稲文化祭（10月）
- ていね音楽祭（12月）

## 人物

### 大使
手稲区親善大使
- 三浦雄一郎（2013年10月23日委嘱）[15]

手稲区ふるさと大使
- 伊藤多喜雄（2014年9月15日委嘱）[15]

### 出身人物
50音順
- 飯田圭織（タレント。モーニング娘。元メンバー）
- 一ノ宮修（工学者）
- 小畑沙織（元プロテニス選手）
- 佐竹学（元プロ野球選手）
- 末野卓磨（俳優）
- 鈴木貴男（プロテニス選手）
- 鷹乃家富士若（奇術師）
- 武安弘毅（写真家）
- 千葉直人（元騎手）
- 出耒田敬（バレーボール選手）
- 土井奈津子（スノーボード選手）
- 戸次重幸（俳優、タレント。TEAM NACSメンバー）
- ナオ・デストラーデ（吉田尚。湘南デストラーデメンバー）
- 長友美愛子（バトントワラー）
- 畠山昌人（元プロボクサー）
- 畑中しんじろう（お笑い芸人）
- 福田俊（プロ野球選手）
- 三好絵梨香（タレント。メトロラビッツH.P.、元美勇伝メンバー）
- 吉田雅己（卓球選手）
- 若狭たけし（漫画家）

### ゆかりある人物
- 生田春正（長州藩士）
- 江守栄作（実業家、元スケート選手）
- 大月源二（画家）
- 椎名恵（シンガーソングライター）
- 多原香里（アイヌ史研究家。新堂大地副代表）
- 畠山智妃（タレント。元SDN48メンバー）